# Carta Magna
Magna Carta Libertatum (en latín medieval, «Gran Carta de las Libertades»), más conocida en español como la Carta Magna (Magna Carta en la historiografía en inglés), es una carta otorgada por Juan I de Inglaterra en Runnymede, cerca de Windsor, el 15 de junio de 1215. Fue redactada en primer lugar por el arzobispo de Canterbury, Stephen Langton, con el objetivo de hacer las paces entre el monarca inglés, con amplia impopularidad, y un grupo de barones sublevados. El documento prometía la protección de los derechos eclesiásticos, la protección de los barones ante la detención ilegal, el acceso a justicia inmediata y limitaciones de tarifas feudales a favor de la Corona. El acuerdo sería implementado por un concilio de veinticinco barones. Ninguno de los bandos cumplió con sus compromisos y la carta fue anulada por el papa Inocencio III, lo que provocó la primera guerra de los Barones.
Después de la muerte de Juan I, el gobierno de regencia del joven Enrique III volvió a promulgar el documento en 1216 —aunque despojado de algunos de sus incisos más radicales—, en un intento fallido de obtener apoyo político para su causa. Al final de la guerra en 1217, la carta formó parte del tratado de paz acordado en Lambeth, donde adquirió el nombre de «Carta Magna» para distinguirla de la pequeña Carta Forestal emitida al mismo tiempo. Ante la falta de fondos, Enrique III decretó nuevamente la carta en 1225 a cambio de una concesión de nuevos impuestos. Su hijo Eduardo I repitió la sanción en 1297, esta vez confirmándola como parte del derecho estatutario de Inglaterra.
El documento se volvió en parte de la vida política inglesa y era renovada habitualmente por el monarca de turno, aunque con el paso del tiempo el nuevo Parlamento inglés aprobó nuevas leyes que hicieron que la carta perdiera parte de su significado práctico. A finales del siglo XVI hubo un creciente interés por ella. Los abogados e historiadores de la época pensaban que existía una antigua constitución inglesa, remontada a los días de los anglosajones, que protegía las libertades individuales de los ingleses, y argumentaron que la invasión normanda de 1066 había suprimido estos derechos; según ellos, la Carta Magna fue un intento popular de restaurarlos, lo que la convirtió en un fundamento importante para los poderes contemporáneos del Parlamento y principios legales como el habeas corpus. Aunque este relato histórico tenía sus fallas, juristas como Edward Coke lo utilizaron asiduamente a principios del siglo XVII para objetar el derecho divino de los reyes, planteado por los Estuardo desde el trono. Tanto Jacobo I como su hijo Carlos I intentaron prohibir la discusión de la Carta Magna, hasta que la Revolución inglesa de los años 1640 y la ejecución de Carlos I restringieron el tema.
El mito político de la carta y la protección de las antiguas libertades personales persistieron después de la Revolución Gloriosa de 1688 hasta bien entrado el siglo XIX. Influyó en los primeros colonos americanos de las Trece Colonias y en la formación de la Constitución estadounidense en 1787, que se convirtió en la ley suprema de los territorios en la nueva república de los Estados Unidos. La investigación de historiadores victorianos demostró que la carta original de 1215 concernía a la relación medieval entre el monarca inglés y los barones, en lugar de los derechos de la gente común, pero seguía siendo un documento poderoso e icónico, incluso después de que casi todo su contenido fue derogado de los estatutos de los siglos XIX y XX.
La Carta Magna aún constituye un símbolo importante de la libertad, frecuentemente citada por políticos y activistas angloparlantes y respetada por las comunidades legales británicas y estadounidenses; el jurista Tom Denning la describió como «el documento constitucional más grande de todos los tiempos: la fundación de la libertad del individuo contra la autoridad arbitraria del déspota».
En el siglo XXI solo existen cuatro copias auténticas de la carta de 1215: dos en la Biblioteca Británica, una en la catedral de Lincoln y otra en la catedral de Salisbury. El 3 de febrero de 2015, en conmemoración del 800.º aniversario, se exhibieron en la Biblioteca Británica las cuatro cartas originales de 1215. También existe un puñado de cartas posteriores en poder de instituciones públicas y privadas, como algunas copias de la carta de 1297 conservadas en los Estados Unidos y Australia.
Las cartas originales se escribieron en hojas de pergamino utilizando plumas de ave, en latín medieval rigurosamente abreviado, que en ese tiempo era la redacción convencional de los documentos legales. Cada uno tenía el gran sello real, hecho de cera estampada y lacre de resina, aunque pocos de estos sellos han sobrevivido. Aunque los eruditos se refieren a sesenta y tres «cláusulas» numeradas de la Carta Magna, este sistema moderno de numeración fue introducido por William Blackstone en 1759; el estatuto original era un texto único, vasto e ininterrumpido.

## Historia

### SigloXIII

#### Antecedentes

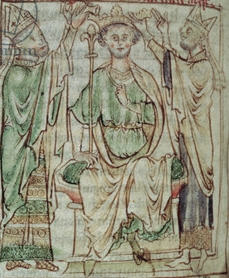
Coronación de Juan I. Miniatura del Flores Historiarum, por el coetáneo Mateo de París (c.).

La Carta Magna surgió como un intento fallido de lograr la paz entre facciones realistas y rebeldes en 1215 y fue parte de los eventos que propiciaron el estallido de la primera guerra de los Barones. Inglaterra era gobernada por Juan I, el tercero de los reyes angevinos. Aunque el reino tenía un sistema administrativo robusto, la naturaleza del gobierno bajo los monarcas angevinos estaba pobremente definida e inestable. Juan I y sus predecesores habían gobernado usando el principio de vis et voluntas («fuerza y voluntad»), según el cual podían tomar decisiones ejecutivas y ocasionalmente arbitrarias, con frecuencia justificadas sobre la base de que un rey estaba por encima de la ley. Muchos escritores contemporáneos creían que los monarcas debían gobernar de acuerdo con la costumbre y la ley y seguir el consejo de los principales miembros del reino, pero no existía un modelo de lo que debería suceder si un rey se negaba a hacerlo.
Juan I había perdido la mayoría de sus tierras ancestrales en Francia ante el rey Felipe II en 1204 y estuvo luchando por recuperarlas durante muchos años. Impuso varios impuestos sobre los barones con los que acumuló el dinero destinado a la guerra, que terminó en un cuantioso fracaso en 1214. Después de la derrota de sus aliados en la batalla de Bouvines, Juan I fue forzado a negociar la paz y pagar una indemnización. Para ese momento ya era muy impopular para un amplio sector de los barones, muchos de los cuales debían dinero a la Corona y existía poca confianza entre ambas partes. Una victoria hubiera fortalecido su situación, pero ante la derrota, pocos meses después de su regreso de Francia, Juan I descubrió que los barones rebeldes en el norte y este de Inglaterra estaban organizando la resistencia a su autoridad.
Los rebeldes juraron que «se mantendrían firmes por la libertad de la Iglesia y el reino» y exigieron que el rey confirmara la Carta de Libertades que había sido proclamada por Enrique I en el siglo anterior y que era percibida por los barones como una protección a sus derechos. Los líderes rebeldes eran insignificantes según los estándares de la época, incluso tenían mala reputación, pero les unía el odio hacia Juan I; Robert FitzWalter —más tarde elegido líder de los barones rebeldes— afirmó públicamente que Juan I había intentado violar a su hija; este sublevado estuvo implicado en un complot para asesinar al rey en 1212.

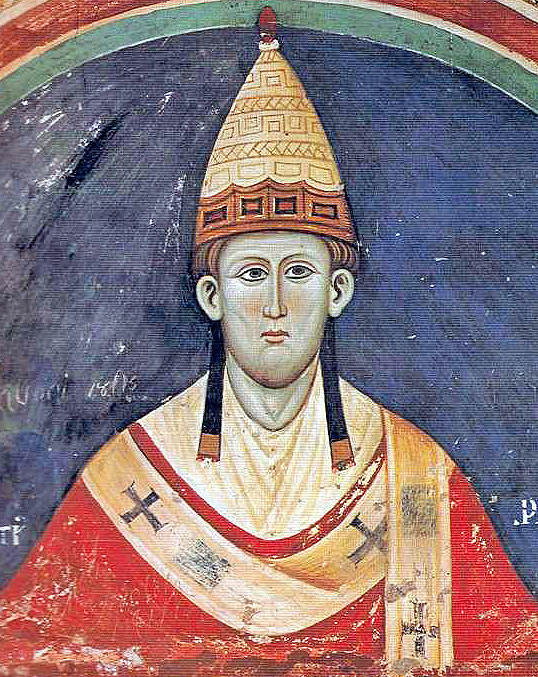
Mural contemporáneo del papa Inocencio III.

En enero de 1215, Juan I celebró un concilio en Londres para discutir posibles reformas y patrocinó discusiones en Oxford entre sus agentes y los rebeldes durante la primavera. Ambas partes apelaron al papa Inocencio III para que interviniera en la disputa. Durante las negociaciones, los barones rebeldes elaboraron un documento inicial, que los historiadores han denominado «la Carta de las Libertades Desconocida» (the Unknown Charter of Liberties), que se basó en la mencionada Carta de las Libertades de Enrique I para gran parte de su texto; tiempo después, aparecieron siete artículos de ese documento en los «Artículos de los Barones» y la carta subsiguiente.
Juan I tenía la esperanza de que el papa le diera un valioso socorro legal y moral y, en consecuencia, dilataba las discusiones para hacer tiempo; el rey inglés se había declarado a sí mismo como vasallo papal en 1213 y creía fervientemente que podía contar con la ayuda del romano pontífice. También comenzó a reclutar tropas mercenarias de Francia, aunque algunas fueron convocadas poco a poco para evitar dar la impresión de que el monarca estaba incrementando el conflicto. En una jugada para afianzar su apoyo, Juan I juró convertirse en cruzado, lo que le daba protección política adicional según las leyes de la Iglesia católica, aunque muchos pensaron que la promesa no era sincera.
En abril llegaron mensajes de respaldo papal al rey, pero para entonces los barones rebeldes se habían organizado en una facción militar. Se congregaron en Northampton en mayo, renunciaron a sus lazos feudales con Juan I y marcharon hacia Londres, Lincoln y Exeter. Los esfuerzos de Juan I por aparentar moderación y conciliación habían tenido mucho éxito, pero, una vez que los rebeldes tomaron Londres, atrajeron una nueva ola de desertores en el bando realista. El rey ofreció someter el problema a un comité de arbitraje con el papa como el intermediario supremo, pero esto no era atractivo para los rebeldes. Stephen Langton, arzobispo de Canterbury, había estado trabajando con los barones rebeldes sobre sus demandas y, después de que la sugerencia de un arbitraje papal fracasó, Juan I le instruyó para que organizara conversaciones de paz.

#### Gran Carta de 1215

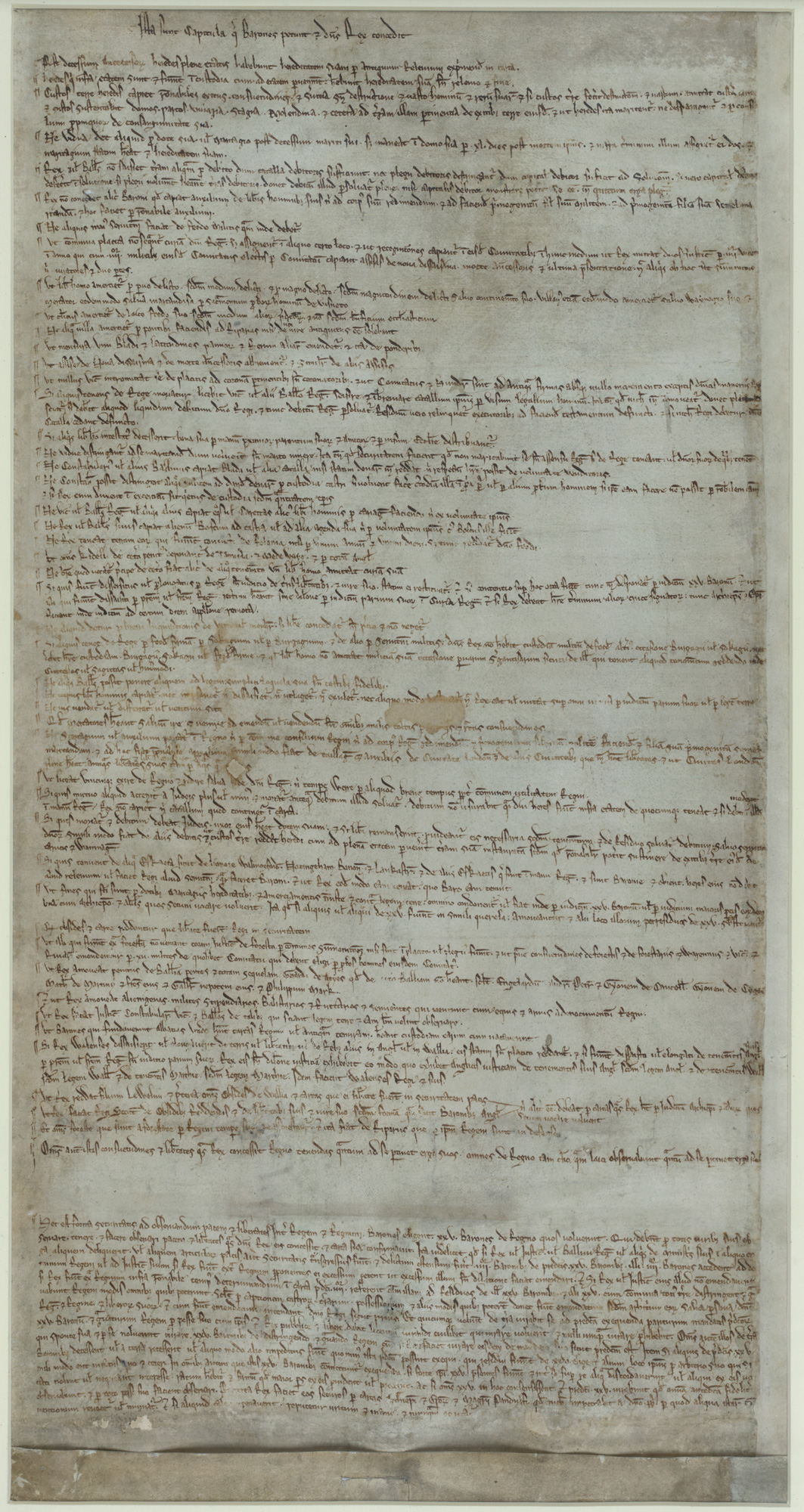
Los Artículos de los Barones (1215), en la Biblioteca Británica.

El 10 de junio de 1215, Juan I se entrevistó con los líderes rebeldes en Runnymede, una pradera de inundación en la ribera sur del Támesis. Runnymede era un sitio tradicional para asambleas, pero también estaba ubicado en territorio neutral, entre la fortaleza real del castillo de Windsor y la base rebelde en Staines, lo que ofrecía a ambos bandos la seguridad de una cita donde era poco probable que se encontraran en desventaja militar. Allí los rebeldes presentaron a Juan I sus proyectos de reforma, los «Artículos de los Barones». Los esfuerzos pragmáticos de Stephen Langton en la mediación durante los siguientes diez días transformaron estas demandas incompletas en un documento que resumía el acuerdo de paz propuesto; unos años más tarde, este acuerdo fue renombrado Carta Magna, que significa «Gran Carta» en latín. El 15 de junio, llegaron a un acuerdo general sobre el texto y, el 19 de junio, los rebeldes renovaron sus juramentos de lealtad al rey y emitieron formalmente las copias de la carta.
Como señaló historiador David Carpenter, aunque la carta «se apresuró en la teoría política», fue más allá de simplemente abordar las quejas individuales de los barones y formó una propuesta más amplia para la reforma política. Prometía protección de los derechos eclesiásticos, protección contra el encarcelamiento ilegal, acceso a justicia inmediata y, lo que es más importante, limitaciones sobre la tributación y otros pagos feudales a la Corona, así como ciertos impuestos feudales que requerían consentimiento de los barones. Se centró en los derechos de los hombres libres, en particular los barones; sin embargo, los derechos de los siervos se incluyeron en las cláusulas 16, 20 y 28. Su estilo y contenido rememoran la Carta de las Libertades de Enrique I, así como un conjunto más amplio de tradiciones legales, como las cartas reales emitidas a las ciudades, las operaciones de la Iglesia en Inglaterra y los tribunales de los barones y las cartas europeas como el Estatuto de Pamiers de 1212.
De acuerdo a la «cláusula 61» o «cláusula de seguridad», denominación informal de historiadores posteriores, se crearía un concilio de veinticinco barones para vigilar y asegurar la futura adhesión de Juan I a la carta. Si el rey no cumplía sus obligaciones a los cuarenta días de ser notificado de una infracción por el concilio, los veinticinco barones estaban facultados por la cláusula 61 para apoderarse de los castillos y tierras de Juan I hasta que, a discreción de ellos, se hayan hecho las enmiendas. Para asistir al concilio que controlaría al rey los súbditos tenían la obligación de rendir juramento, pero una vez que se hubieran hecho las reparaciones de cualquier violación, el soberano continuaría gobernando como antes. En cierto sentido, esto no tenía precedentes; otros reyes habían concedido previamente el derecho de resistencia individual a sus súbditos si el soberano no cumplía con sus obligaciones. Sin embargo, la Carta Magna era novedosa en el sentido de que estableció un medio formalmente reconocido para coaccionar colectivamente al rey. El historiador Wilfred Warren argumentó que era casi inevitable que la cláusula resultara en una guerra civil, ya que «era tosca en sus métodos e inquietante en sus implicaciones». Los barones trataron de obligar a Juan I a cumplir con la carta, pero la cláusula 61 era tan exigente con el rey que tal disposición resultó inaplicable.
Juan I y los barones rebeldes no confiaban entre sí y ninguno de los dos bandos intentó seriamente implementar el acuerdo de paz. Los veinticinco barones seleccionados para el nuevo concilio fueron anteriormente rebeldes, elegidos por los barones más extremistas y muchos de los sublevados encontraron excusas para mantener sus tropas movilizadas. Surgieron disputas entre los rebeldes y los realistas que esperaban que la carta devolviera las tierras confiscadas.
La cláusula 61 contenía por compromiso que Juan I «no trataría de obtener nada de nadie, en nuestra propia persona ni a través de otra persona, por lo que cualquiera de estas concesiones o libertades puede ser revocada o disminuida». A pesar de esto, en julio de 1215, el rey hizo un llamado al papa Inocencio III en busca de ayuda, con el argumento de que la carta comprometía los derechos del romano pontífice como su señor feudal. Como parte del acuerdo de paz de junio, el 15 de agosto los barones debían entregar Londres, pero rehusaron hacerlo. Entretanto, las instrucciones del papa llegaron en agosto, escritas antes del acuerdo de paz, con la orden de que los comisionados papales debían excomulgar a los barones rebeldes y suspender a Langton de su cargo a principios de septiembre. Una vez consciente de la carta, el papa respondió en detalle: en una misiva fechada el 24 de agosto y que llegó a fines de septiembre, declaró que la carta «no solo [era] vergonzosa y denigrante, sino ilegal e injusta», ya que Juan I había sido «forzado a aceptarla» y, en consecuencia, la carta era «nula y carente de validez por siempre»; bajo amenaza de excomunión, el rey no debía obedecer la carta ni los barones tratar de imponerla.
Para entonces, la violencia había estallado entre ambos bandos; menos de tres meses después de que se había acordado, Juan I y sus barones leales rechazaron firmemente la fallida carta y estalló la primera guerra de los Barones. Los rebeldes concluyeron que la paz con Juan I era imposible y recurrieron al hijo de Felipe II, el futuro Luis VIII, en busca de ayuda, ofreciéndole el trono inglés. La guerra pronto se estancó. El rey inglés enfermó y murió la noche del 18 de octubre, siendo sucedido en el trono por su heredero Enrique III (de nueve años de edad).

##### Listas de participantes en 1215
| El preámbulo de la Carta Magna incluye a los siguientes veintisiete nobles eclesiásticos y seculares que habían aconsejado a Juan I a que aceptara sus términos. Entre ellos hay algunos de los reformadores moderados —en particular el arzobispo Stephen Langton— y algunos de los fieles seguidores del rey —como William Marshal, conde de Pembroke—. Se enumeran aquí en el orden en que aparecen en la propia carta: - Stephen Langton, arzobispo de Canterbury y cardenal - Henry de Loundres, arzobispo de Dublín - William de Sainte-Mère-Église, obispo de Londres - Peter des Roches, obispo de Winchester - Jocelin de Wells, obispo de Bath y Glastonbury - Hugh de Wells, obispo de Lincoln - Walter de Gray, obispo de Worcester - William de Cornhill, obispo de Coventry - Benedict de Sausetun, obispo de Rochester - Pandulf Verraccio, subdiácono y legado papal en Inglaterra - Eymeric, maestre de los caballeros templarios en Inglaterra - William Marshal, conde de Pembroke - William Longespée, conde de Salisbury - William de Warenne, conde de Surrey - Guillermo d'Aubigny, conde de Arundel - Alan de Galloway, comisario de Escocia - Warin FitzGerold - Piers FitzHerbert - Hubert de Burgh, senescal de Poitou - Hugh de Neville - Matthew FitzHerbert - Thomas Basset - Alan Basset - Philip d'Aubigny - Robert de Ropsley - John Marshal - John FitzHugh |

| Los veinticinco barones designados según la cláusula 61 para vigilar la conducta futura de Juan I no se incluyen en la carta, pero aparecen en cuatro fuentes independientes, aparentemente basadas en una lista contemporánea: una colección de tratados de derecho de finales del siglo XIII y estatutos, un manuscrito de la abadía de Reading ahora en la biblioteca del palacio de Lambeth y la Chronica Majora y el Liber Additamentorum de Mateo de París. El proceso de nombramiento se desconoce, pero los nombres se extrajeron casi exclusivamente de entre los oponentes más activos de Juan I. Se enumeran aquí en el orden en que aparecen en las fuentes originales: - Richard de Clare, conde de Hertford - William de Forz, conde de Albemarle - Geoffrey de Mandeville, conde de Essex y Gloucester - Saer de Quincy, I conde de Winchester - Henry de Bohun, conde de Hereford - Roger Bigod, conde de Norfolk y Suffolk - Robert de Vere, conde de Oxford - William Marshal hijo - Robert FitzWalter, barón de Little Dunmow - Gilbert de Clare, heredero del condado de Hertford - Eustace de Vesci, señor del castillo de Alnwick - Hugh Bigod, heredero de los condados de Norfolk y Suffolk - William de Mowbray, señor del castillo de Axholme - William Hardell, alcalde de la ciudad de Londres - William de Lanvallei, señor del Walkern - Robert de Ros, barón de Helmsley - John de Lacy, comisario de Chester y señor del castillo de Pontefract - Richard de Percy - John FitzRobert de Clavering, señor del castillo de Warkworth - William Malet - Geoffrey de Saye - Roger de Montbegon, señor del castillo de Hornby - William de Huntingfield, condestable de Norfolk y Suffolk - Richard de Montfichet - William d'Aubigny, señor del Belvoir |

| En septiembre de 1215, los comisionados papales en Inglaterra —el subdiácono Pandulf, el obispo Peter des Roches y Simón, abad de Reading— excomulgaron a los rebeldes, siguiendo instrucciones recibidas anteriormente de la Santa Sede. Una carta enviada por los comisionados de Dover (fechada el 5 de septiembre) al arzobispo Langton nombra explícitamente a nueve altos líderes rebeldes (miembros del Consejo de los Veinticinco) y seis clérigos que se cuentan entre los rebeldes: \| Barones - Robert FitzWalter - Saer de Quincy, conde de Winchester - Richard de Clare, conde de Hertford - Geoffrey de Mandeville, conde de Essex y Gloucester - Eustace de Vesci - Richard de Percy - John de Lacy, comisario de Chester - William d'Aubigny - William de Mowbray \| Clérigos - Giles de Braose, obispo de Hereford - William, archidiácono de Hereford - Alexander the Clerk [posiblemente Alexander de St Albans] - Osbert de Samara - John de Fereby - Robert, capellán de Robert FitzWalter \| | |
| Barones - Robert FitzWalter - Saer de Quincy, conde de Winchester - Richard de Clare, conde de Hertford - Geoffrey de Mandeville, conde de Essex y Gloucester - Eustace de Vesci - Richard de Percy - John de Lacy, comisario de Chester - William d'Aubigny - William de Mowbray | Clérigos - Giles de Braose, obispo de Hereford - William, archidiácono de Hereford - Alexander the Clerk [posiblemente Alexander de St Albans] - Osbert de Samara - John de Fereby - Robert, capellán de Robert FitzWalter |

#### Gran Carta de 1216
Aunque la carta de 1215 fue un fracaso como un tratado de paz, fue resucitada por el nuevo gobierno del joven Enrique III como una forma de disuadir a la facción rebelde. En su lecho de muerte, Juan I designó un concilio de trece albaceas para ayudar a su hijo a reclamar el reino y solicitó que fuera puesto bajo la tutela de William Marshal, uno de los caballeros más famosos de Inglaterra. Marshal fue nombrado caballero del joven rey y el cardenal Guala Bicchieri, legado papal en Inglaterra, supervisó la coronación en la catedral de Gloucester el 28 de octubre.
Enrique III heredó una situación difícil, con más de la mitad de Inglaterra ocupada por los rebeldes. Sin embargo, contaba con el apoyo decisivo de Guala, quien tenía la intención de ganar la guerra civil para el joven rey y castigar a los rebeldes. Guala comenzó a fortalecer los lazos entre Inglaterra y el papado, comenzando con la propia coronación, durante la cual el nuevo monarca rindió homenaje al papado y reconoció al romano pontífice como su señor feudal. Honorio III declaró que Enrique III era vasallo y pupilo del papa y que el legado apostólico tenía completa autoridad para protegerlo y a su reino. Como medida adicional, el rey tomó una cruz y se declaró cruzado y con derecho a una protección especial de Roma.
La guerra no estaba yendo bien para los realistas, pero el príncipe Luis y los barones rebeldes también tenían dificultades para seguir avanzando. La muerte de Juan I había apaciguado algunas de las preocupaciones de los rebeldes, mientras los castillos reales aún resistían en las partes ocupadas del país. El gobierno de Enrique III alentó a los barones rebeldes a retornar a su causa a cambio de la devolución de sus tierras y volvió a publicar una versión de la Carta Magna, aunque primero eliminó algunos incisos que desfavorecían al papado, así como la cláusula 61 que había establecido el concilio de barones. La estrategia no tuvo éxito y la oposición al nuevo gobierno se endureció.

#### Gran Carta de 1217

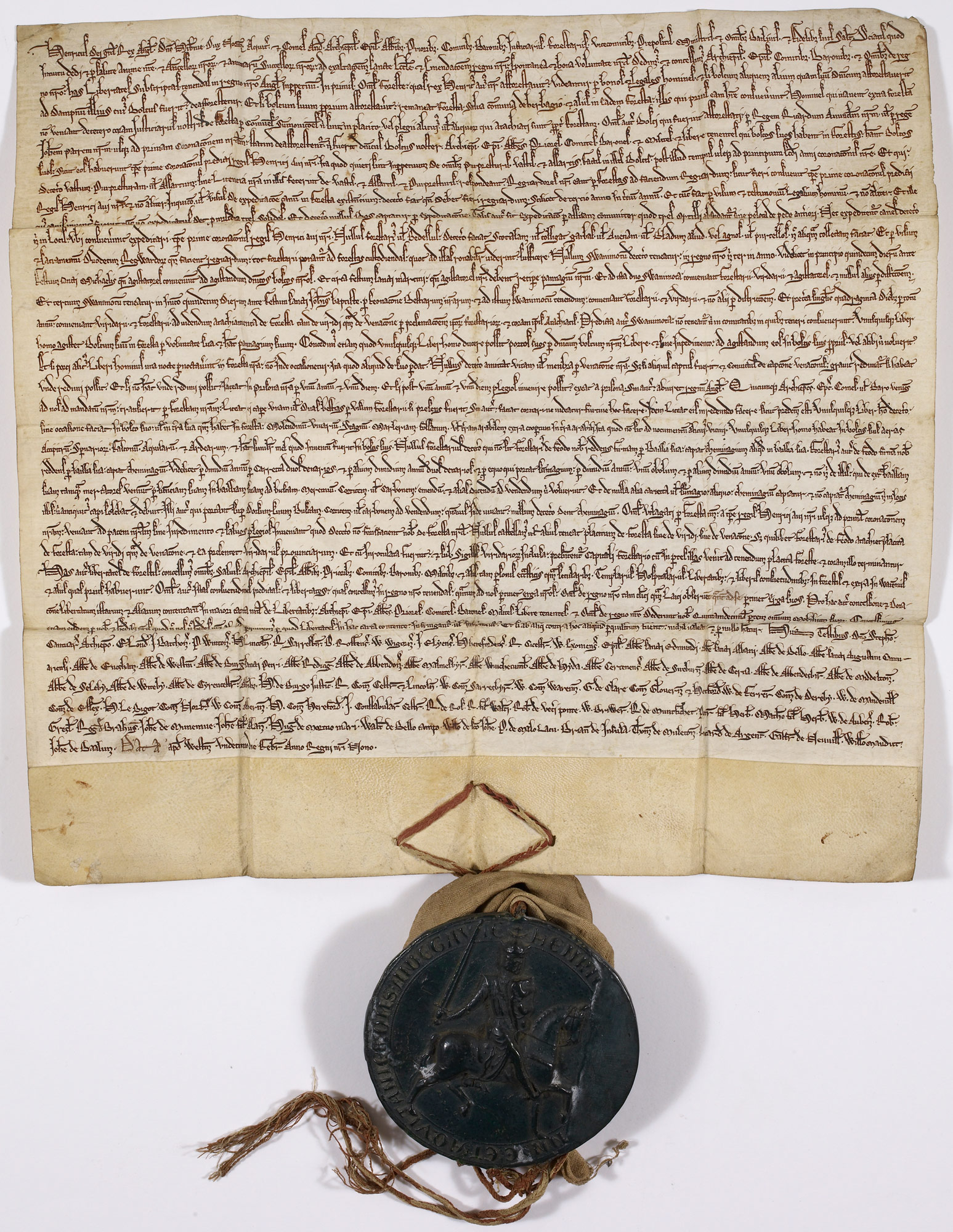
Carta Forestal de 1217.

En febrero de 1217, Luis zarpó hacia Francia para reunir refuerzos. En su ausencia, surgieron discusiones entre sus seguidores franceses e ingleses, mientras el cardenal Guala declaró que la guerra de Enrique III contra los rebeldes era una cruzada religiosa. Esta proclamación resultó en una serie de deserciones del movimiento rebelde y la equilibrio del conflicto se inclinó a favor del rey. Luis regresó a fines de abril, pero sus tropas del norte fueron derrotadas en mayo de ese año por William Marshal en la batalla de Lincoln.
Mientras tanto, el apoyo a la campaña de Luis disminuía en Francia y llegó a la conclusión de que la guerra en Inglaterra estaba perdida. Negoció un acuerdo con el cardenal Guala, según el cual el príncipe francés renunciaba a su pretensión al trono inglés a cambio de que a sus seguidores les devolvieran sus tierras, se levantara cualquier sentencia de excomunión y el gobierno de Enrique III se comprometiera en hacer cumplir la carta del año anterior. El acuerdo propuesto pronto comenzó a desmoronarse cuando algunos barones leales afirmaron de que era demasiado generoso con los rebeldes, particularmente con el clero que se había unido a la rebelión.
En ausencia de un acuerdo, Luis permaneció en Londres con sus fuerzas restantes, en espera de la llegada de refuerzos desde Francia. Cuando la esperada flota llegó en agosto, fue interceptada y derrotada por los barones leales en la batalla de Sandwich. Luis abrió nuevas negociaciones de paz y, el 12 y 13 de septiembre de 1217, las facciones llegaron a un consenso en el llamado acuerdo final de Lambeth, también conocido como el Tratado de Kingston. Este era similar al primer ofrecimiento de paz, pero excluyó al clero rebelde, cuyas tierras y nombramientos permanecieron en suspenso; sin embargo, añadía la promesa de que a los seguidores de Luis se les permitiría disfrutar de sus libertades y costumbres tradicionales, retomando las cláusulas de la carta de 1216. El príncipe francés abandonó Inglaterra según lo acordado y se unió a la cruzada albigense en el sur de Francia, lo que puso fin a la guerra.
Se convocó a un gran concilio (Magnum Concilium) en octubre y noviembre para hacer un balance de la situación de la posguerra; se piensa que este concilio formuló y emitió la carta de 1217. Este documento se asemejaba al de 1216, aunque se insertaron algunas cláusulas adicionales para proteger los derechos de los barones ante sus súbditos feudales y disminuyeron las restricciones a la Corona para emitir impuestos. Continuó existiendo una serie de desacuerdos sobre el manejo de los bosques reales, que implicaba un régimen legal especial que había producido una fuente de ingresos considerables para la Corona; también hubo quejas tanto por la implementación de los tribunales forestales como sobre los límites geográficos de los bosques reales. Se redactó un texto complementario, la llamada Carta Forestal, que perdonaba los delitos forestales ya existentes, impuso nuevos controles sobre los tribunales competentes y estableció una revisión de los límites de cada bosque. Para distinguir las dos cartas, los escribas emplearon el término magna carta libertatum («gran carta de las libertades») para referirse al documento más extenso, que con el tiempo se conoció simplemente como «Carta Magna».

#### Gran Carta de 1225

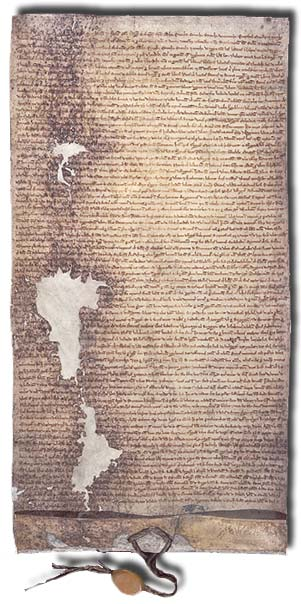
Versión de 1225 emitida por Enrique III, que se encuentra en los Archivos Nacionales.

La Carta Magna se enquistó cada vez más en la vida política inglesa durante la minoría de Enrique III. A medida que el joven monarca crecía, su gobierno lentamente comenzó a recuperarse de la guerra civil y restableció el control de los condados y la recaudación de ingresos, con el cuidado de no sobrepasar los términos de las cartas. Enrique III seguía siendo menor de edad y la capacidad legal de su gobierno para tomar decisiones permanentemente vinculantes en su nombre era limitada. En 1223, las tensiones sobre el estatus de las cartas se hicieron patente en la corte real, cuando el gobierno intentó reafirmar sus derechos sobre sus propiedades e ingresos en los condados, lo que enfrentó la resistencia de muchas comunidades que argumentaban —aunque a veces incorrectamente— que las cartas protegían las nuevas disposiciones. Esta resistencia ocasionó una discusión entre el arzobispo Langton y el juez William Brewer sobre si el rey tenía la obligación de cumplir con los términos de las cartas, dado que él se había visto forzado a aceptarlos. En esta ocasión, Enrique III garantizó verbalmente que se consideraba obligado a respetarlas y permitió el desarrollo de una investigación sobre aquella situación en los condados.
Dos años más tarde, volvió a surgir la cuestión del compromiso de Enrique III con las cartas, cuando Luis VIII invadió las provincias restantes del rey inglés en Francia, Poitou y Gascuña. El ejército inglés en Poitou no tenía recursos suficientes y la provincia rápidamente cayó. Gascuña se vio amenazada también a menos que se enviaran refuerzos desde Inglaterra. A principios de 1225, un gran concilio aprobó un impuesto de 40 000 libras para enviar un ejército, que rápidamente retomó a Gascuña. A cambio de dar su apoyo a Enrique III, los barones exigieron que el rey volviera a promulgar la Carta Magna y la Carta Forestal. El contenido era casi idéntico a las versiones de 1217, pero en las nuevas ediciones el monarca declaró que estas eran emitidas por su «voluntad espontánea y libre» y las confirmó con el sello real, por el que otorgó a las nuevas cartas de 1225 mucha más autoridad que cualquier versión anterior.
Los barones anticiparon que el rey actuaría de acuerdo con estas cartas, sujeto a la ley y moderado por los consejos de la nobleza. Continuó la incertidumbre y, en 1227, cuando fue declarado mayor de edad y capaz de reinar de manera independiente, Enrique III anunció que las futuras cartas debían emitirse bajo su propio sello. Esto puso en tela de juicio la validez de las cartas anteriores emitidas durante su minoría, entretanto el rey amenazó activamente con anular la Carta Forestal a menos que los impuestos prometidos como condición para la aprobación fueran abonados íntegramente. En 1253, Enrique III confirmó las cartas una vez más a cambio de impuestos.
El rey hizo un hincapié simbólico en la reconstrucción de la autoridad real, pero su poder estaba relativamente circunscrito por la Carta Magna. Por lo general, actuaba dentro de los términos de las cartas, lo que impedía que la Corona tomara medidas extrajudiciales contra los barones, como las multas y expropiaciones que habían sido comunes durante el reinado su padre. Las cartas no abordaban problemas delicados como el nombramiento de consejeros reales y la distribución del patrocinio real; además, carecían de cualquier medio de aplicación si el rey decidía ignorarlas. La inconsistencia con la aplicación de ellas en el trascurso de su reinado alienó a muchos barones, incluso aquellos dentro de su propia facción.
A pesar de estas cartas, la disposición de la justicia real era inconsistente e impulsada por las necesidades de la política inmediata: a veces se tomaban medidas para abordar una queja legítima del barón; en otras ocasiones, el problema era simplemente ignorado. Los tribunales reales que recorrían el país impartiendo justicia a nivel local —generalmente para los barones de menor rango y la nobleza que reclamaban agravios contra los de mayor rango— tenían poco poder, lo que permitía a los barones principales dominar el sistema de justicia local. El gobierno de Enrique III se tornó laxo y descuidado, se redujo la autoridad real en las provincias y, en última instancia, el colapso de su autoridad en la corte.
En 1258, un grupo de barones tomó el poder en un golpe de Estado, supuestamente con la necesidad de hacer cumplir estrictamente la Carta Magna y la Carta Forestal y crearon un nuevo gobierno liderado por barones, con el que avanzarían en la reforma según las Provisiones de Oxford. Los barones no fueron lo suficientemente poderosos desde el punto de vista militar como para obtener una victoria decisiva y, en cambio, recurrieron a Luis IX entre 1263-1264 para mediar con sus reformas propuestas. Los barones reformistas argumentaron su caso basándose en la Carta Magna y defendieron la idea de que era inviolable según el derecho inglés y que el monarca había quebrantado sus términos.
Luis IX se inclinó firmemente a favor de Enrique III, pero el arbitraje francés no logró la paz ya que los barones rebeldes rehusaron aceptar el veredicto. La situación en Inglaterra degeneró en la segunda guerra de los Barones, que fue ganada por el hijo de Enrique III, el príncipe Eduardo, quien también invocó a la Carta Magna para promover su causa y señaló que los reformadores habían llevado las cosas demasiado lejos y estaban actuando en contra de dicho documento. En 1267, en un gesto conciliador ante los barones derrotados, Enrique III emitió el Estatuto de Marlborough, que incluía un nuevo compromiso para cumplir los términos de la Carta Magna.

##### Testigos en 1225
| Los siguientes sesenta y cinco individuos fueron testigos de la edición de 1225 de la Carta Magna, nombrados en el orden en que aparecen en ella: - Stephen Langton, arzobispo de Canterbury y cardenal - Eustace de Fauconberg, obispo de Londres - Jocelin de Wells, obispo de Bath - Peter des Roches, obispo de Winchester - Hugh de Wells, obispo de Lincoln - Richard Poore, obispo de Salisbury - Benedict de Sausetun, obispo de Rochester - William de Blois, obispo de Worcester - John de Fountains, obispo de Ely - Hugh Foliot, obispo de Hereford - Ralph Neville, obispo de Chichester - William Briwere,obispo de Exeter - William of Trumpington, abad de St Albans - Hugh de Northwold, abad de Bury St Edmunds - Richard, abad de Battle - el abad de St Augustine's, Canterbury - Randulf de Evesham, abad de Evesham - Richard of Barking, abad de Westminster - Alexander de Holderness, abad de Peterborough - Simon, abad de Reading - Robert of Hendred, abad de Abingdon - John Walsh, abad de Malmesbury - el abad de Winchcombe - el abad de Hyde - el abad de Chertsey - el abad de Sherborne - el abad de Cerne - el abad de Abbotsbury - el abad de Milton - el abad de Selby - el abad de Whitby - el abad de Cirencester - Hubert de Burgh, justiciar de Inglaterra e Irlanda - Ranulf, conde de Chester y Lincoln - William Longespée, conde de Salisbury - William de Warenne, conde de Surrey - Gilbert de Clare, conde de Gloucester y Hertford - William de Ferrers, conde de Derby - William de Mandeville, III conde de Essex - Hugh Bigod, conde de Norfolk - William de Forz, conde de Albemarle - Humphrey de Bohun, conde de Hereford - John de Lacy, comisario de Chester - Robert de Ros - Robert FitzWalter - Robert de Vieuxpont - William Brewer - Richard de Montfichet - Peter FitzHerbert - Matthew FitzHerbert - William d'Aubigny - Robert Gresley - Reginald de Braose - John de Monmouth - John FitzAlan - Hugh de Mortimer - William de Beauchamp - William de St John - Peter de Maulay - Brian de Lisle - Thomas of Moulton - Richard de Argentan - Geoffrey de Neville - William de Maudit - John de Baalun |

#### Gran Carta de 1297

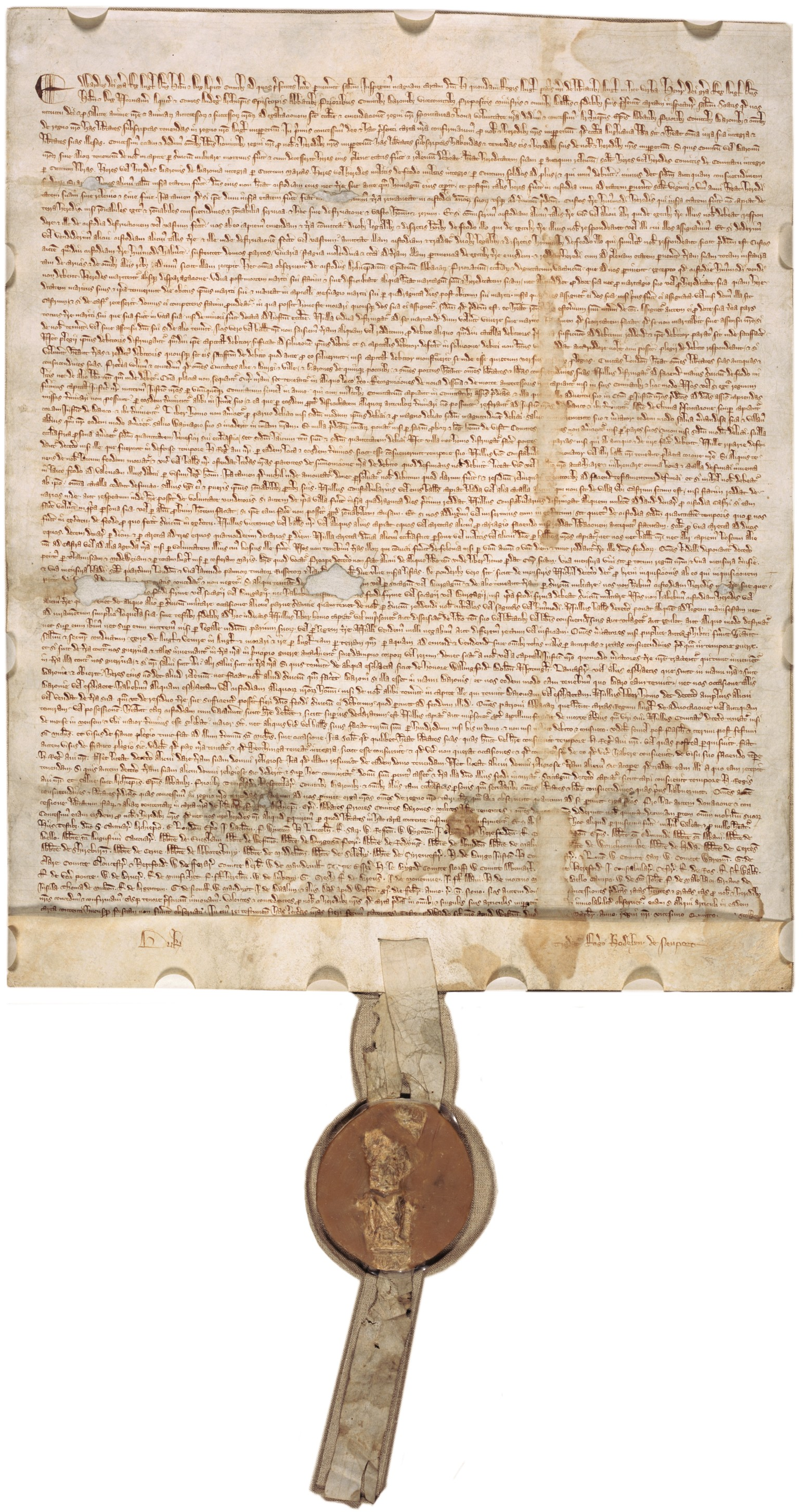
Versión de 1297 en exhibición en el edificio de los Archivos Nacionales en Washington D. C.

En 1297, Eduardo I volvió a publicar las cartas de 1225 a cambio de un nuevo impuesto. Esta versión es la que permanece en la legislación actual, aunque con la mayoría de las cláusulas revocadas. También en ese mismo año emitió la Confirmatio Cartarum («Confirmación de las Cartas» en francés normando), debido también a que necesitaba más fondos, por lo que impuso más tributos a los nobles, quienes se armaron contra él y finalmente le forzaron a confirmar la Carta Magna y la Carta Forestal para evitar la guerra civil. Ellos habían intentado incorporar otro texto a las cartas, el De Tallagio, pero el gobierno no estaba dispuesto a concederlo y convinieron la emisión del Confirmatio que ratificaba los tratados anteriores y revalidaba el principio de que los impuestos debían ser por consentimiento, aunque la forma precisa de tal requisito no fue definida.
Un pasaje ordenaba que las copias se distribuyeran en «iglesias catedralicias en nuestro reino, para quedarse allí, y se leerán ante el pueblo dos veces por año», de ahí la exhibición permanente de una copia en la catedral de Salisbury. En el segundo artículo de la Confirmatio se establece:

if any judgement be given from henceforth contrary to the points of the charters aforesaid by the justices, or by any other our ministers that hold plea before them against the points of the charters, it shall be undone, and holden for nought.
si de ahora en adelante se diere un juicio contrario a los puntos de las cartas antes mencionadas por los jueces, o por cualquier otro de nuestros ministros que tienen un argumento ante estos[,] contrario a los puntos de las cartas, se deshará, y no se tomará en cuenta.

En 1300, con la reconfirmación de las cartas, se insertó otro documento, Articuli super Cartas («Artículos sobre las Cartas»), compuesto por diecisiete artículos y que buscaba principalmente abordar el problema de hacer cumplir tales documentos. La Carta Magna y la Carta Forestal debían enviarse al magistrado civil (sheriff) de cada condado y ser leídas al menos cuatro veces al año en las reuniones de los tribunales del condado, que tendrían un comité de tres hombres que escucharían las quejas sobre las violaciones a ellas.
El papa Clemente V continuó la política eclesiástica de apoyar a los monarcas (que atribuían su poder a la gracia divina) contra cualquier reclamo en la Carta Magna que desafiara sus derechos, por lo que en 1305 anuló la Confirmatio Cartarum. Eduardo I interpretó que la bula de Clemente V, en la que suprimió aquel documento, también tenía efectos derogatorios sobre los Articuli super Cartas, aunque esta última no era mencionada específicamente. En 1306, aprovechó la oportunidad, dado el respaldo del romano pontífice, para reafirmar las leyes forestales sobre extensas áreas que habían sido «desafectadas». Tanto el rey como el papa fueron acusados por algunos cronistas contemporáneos de «perjurio» y que por tal motivo, según el historiador Robert McNair Scott, en 1312 Roberto I Bruce rehusó hacer las paces con el hijo de Eduardo I con la justificación: «Cómo el rey de Inglaterra mantendrá su fe en mí, ya que no cumple el juramento a las promesas hechas a sus vasallos [...]».

#### Influencia en el derecho medieval inglés
La Gran Carta era referida en varios casos legales durante el período medieval. Por ejemplo, en 1226, los caballeros de Lincolnshire argumentaron que el sheriff local estaba cambiando la práctica consuetudinaria con respecto a los tribunales locales, «contraria a su libertad que deberían tener por la carta del rey». En la práctica, no se presentaron casos contra el monarca por incumplimiento de la Carta Magna y la Carta Forestal, pero era posible presentar un caso contra los oficiales del rey (por ejemplo, los magistrados civiles) empleando como prueba las violaciones de las libertades concedidas por el monarca en esos documentos.
Además, los casos medievales que tomaban como base estas cartas trataban cuestiones específicas como la tutela y la dote, la recaudación de deudas y el mantenimiento de ríos libres para la navegación. Incluso en el siglo XIII, ciertas cláusulas de la Carta Magna raramente aparecían en casos legales, ya sea porque los asuntos en cuestión ya no eran relevantes en sí o porque ya había sido remplazada por una legislación más relevante. Para 1350, la mitad de sus cláusulas ya no se invocaban activamente.

#### Concesiones de libertades en otras naciones

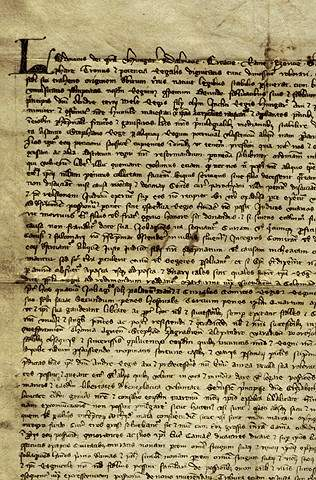
La Bula de Oro (transcripción de 1351). Frecuentemente es comparada con la Carta Magna, aunque una diferencia significativa es que en Inglaterra el acuerdo fortaleció la posición de los súbditos reales, mientras en Hungría la aristocracia llegó a dominar tanto a la Corona como los órdenes inferiores.

En el continente se desarrollaron casos similares en los que la nobleza y el alto clero buscaban garantizar ciertas libertades. Por ejemplo, en 1212, Simón de Montfort, comandante supremo de la cruzada albigense, emitió el Estatuto de Pamiers que confirmaba los privilegios de los clérigos y limitaba la autoridad de los futuros gobernantes de Tolosa y Carcasona. Se ha sugerido que este estatuto influyó en la propia Carta Magna de 1215, que también aseguró las libertades de la Iglesia y reglamentó las relaciones feudales.
El emperador teutón Federico II fortaleció la autoridad de los prelados imperiales con la Confoederatio cum principibus ecclesiasticis (1220), que constituyó una importante fuente jurídica del Sacro Imperio y fue incluida entre sus documentos constitucionales por los editores de la Monumenta Germaniae Historica. Los historiadores del siglo siglo XIX interpretaron las concesiones de 1220 como un ejemplo de la pérdida de poder de la autoridad real central sobre intereses principescos particulares, pero apenas trató nuevos reclamos ya que el proceso de expansión del gobierno territorial episcopal estaba muy avanzado en las décadas precedentes. Los antiguos derechos reales de los príncipes fueron asegurados con este amplio privilegio. La probada y esperada fidelidad forzó al rey a recompensar a los príncipes con una dádiva especial y buscar el consenso con ellos. Cinco años después, su hijo Enrique extendió esas concesiones a los príncipes seculares.
También en este período Andrés II de Hungría emitió la Bula de Oro en la primavera de 1222, «uno de los muchos estatutos publicados en la cristiandad del siglo XIII que buscaba restringir el poder real». Esta ley establecía los derechos de la nobleza húngara, como la desobediencia al rey cuando actuaba en contra de la ley (ius resistendi). Los nobles y la Iglesia fueron liberados de todos los impuestos, no podían ser obligados a ir a la guerra fuera de Hungría y no estaban obligados a financiarla. Asimismo era un documento de importancia histórica porque establecía principios de igualdad para toda la nobleza. La creación de la bula estuvo influenciada por el surgimiento de una clase media nobiliaria, inusual en el régimen feudal húngaro. Como un gesto regular de generosidad, el rey donaba bienes a sirvientes particularmente fieles, quienes a partir de entonces ganaban un nuevo poder económico y de clase. Con el sistema de clases y el estado económico cambiando, Andrés II se vio obligado a decretar el Bula de Oro para relajar las tensiones entre los nobles hereditarios y la nobleza de la clase media en ciernes. Sobre su relación con la Carta Magna de 1215, el historiador Gabriel Ronay teorizó que los húngaros participantes de la quinta cruzada probablemente se reunieron con Robert Fitzwalter y otros líderes que la habían discutido. Según James Clarke Holt, no es necesario suponer que los autores de estos documentos se tomaron prestados unos de otros, ya que encarna la «reacción natural de las sociedades feudales a la importunidad monárquica».
Por otro lado, durante las Vísperas sicilianas, Carlos I de Anjou emitió ordenanzas de reforma en un intento por recuperar Sicilia y evitar la rebelión en el sur de Italia, mientras que su hijo forzó al invasor Pedro III de Aragón a mantener una política exterior costosa al conceder el Privilegio General a sus súbditos. En la monarquía capetiana de principios del siglo XIV, debido al agotamiento de los recursos franceses en la cruzada aragonesa y las campañas en Flandes, Felipe IV y Luis X concedieron varios estatutos provinciales para apaciguar a la nobleza.

### SiglosXIV-XV

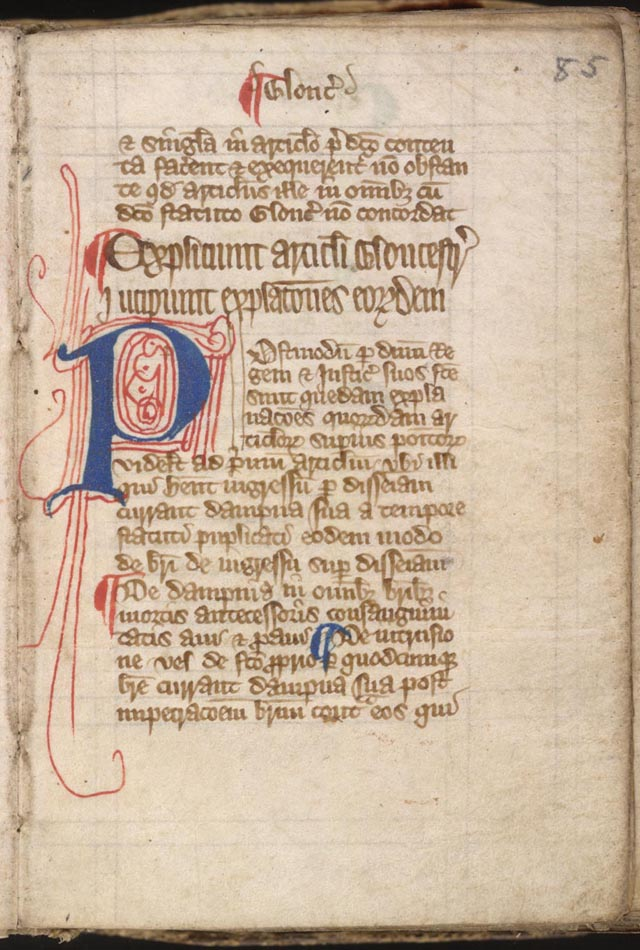
Magna carta cum statutis angliae ("Gran carta con los estatutos ingleses"), de principios del.

Durante el reinado de Eduardo III, se aprobaron seis medidas, más tarde conocidas como los Seis Estatutos (Six Statutes), entre 1331 y 1369, que trataron de aclarar ciertas partes de las cartas. En particular, el tercer estatuto de 1354 redefinió la cláusula 29: donde mencionaba «hombre libre» (free man) se convirtió en «ningún hombre, sea cual fuere su estado o condición que pudiese tener» (no man, of whatever estate or condition he may be) y se introdujo la frase «debido proceso legal» (due process of law) en «juicio legal de sus pares o la legislación nacional» (lawful judgement of his peers or the law of the land).
Entre los siglos XIII y XV, la Carta Magna fue reconfirmada treinta y dos veces, según Edward Coke, o posiblemente hasta cuarenta y cinco veces. Con frecuencia, el primer punto del quehacer parlamentario era la lectura pública y reafirmación de la carta y, como en el siglo anterior, los parlamentos muchas veces exigían la confirmación del monarca. En 1423, fue confirmada por última vez por Enrique VI.
A mediados del siglo XV, la Carta Magna dejó de ocupar el centro de la vida política inglesa cuando los monarcas reafirmaron su autoridad y los poderes que habían sido desafiados en los cien años posteriores al reinado de Eduardo I. Siguió siendo un texto para abogados —especialmente como una protección de los derechos de propiedad— y era leída cada vez más a medida que circulaban versiones impresas y aumentaba nivel de alfabetización de la población.

### SigloXVI

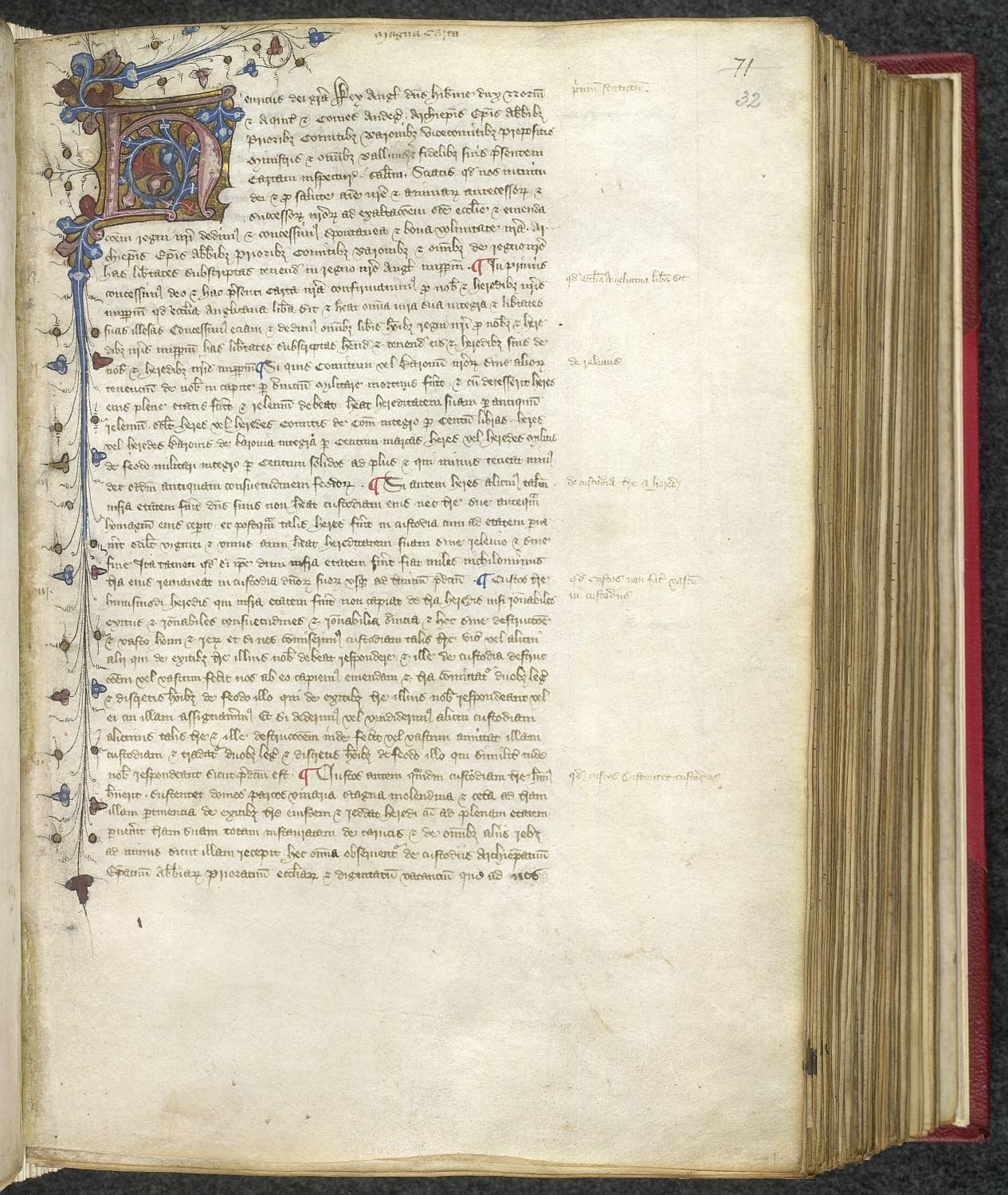
Una versión de la carta de 1217, producida entre 1437 y c. 1450.

Durante el siglo XVI cambió la interpretación de la Carta Magna y la primera guerra de los Barones. Enrique VII tomó el poder al final de la turbulenta guerra de las Dos Rosas y fue sucedido por Enrique VIII; la amplia propaganda durante ambos gobernantes promovió la legitimidad del régimen absolutista, la ilegitimidad de cualquier tipo de rebelión contra el poder real y la prioridad de apoyar al Corona en sus argumentos con el papado. Los historiadores de la era Tudor redescubrieron al Cronista de Barnwell, un texto más favorable a Juan I que otros del siglo XIII y, como describe el historiador Ralph Turner, «vieron al rey Juan como un héroe que luchaba contra el papado» y mostraba «pequeña simpatía por la Gran Carta o los barones rebeldes». Las manifestaciones procatólicas durante el levantamiento de 1536 citaban la Carta Magna y acusaban al rey de no darle el debido respeto.
La primera edición reproducida mecánicamente fue probablemente la Magna Carta cum aliis Antiquis Statutis (1508) de Richard Pynson, aunque las primeras versiones impresas del siglo XVI atribuyeron incorrectamente sus orígenes a Enrique III y 1225, en lugar de Juan I y 1215, respectivamente; en consecuencia, se trabajaba a partir de un texto posterior. En 1527, John Rastell publicó una edición abreviada en inglés. Thomas Berthelet —sucesor de Pynson como impresor real durante 1530-1547— difundió una edición del texto junto con otros «estatutos antiguos» en 1531 y 1540. En 1534, George Ferrers publicó la primera edición íntegra de la Carta Magna en inglés, en la que dividió el documento en treinta y siete cláusulas numeradas.
A finales del siglo XVI, despertó entre los anticuarios ingleses un interés especial por la Carta Magna. Concluyeron que había un conjunto de antiguas costumbres y leyes inglesas, temporalmente abolidas por la invasión normanda de 1066, que luego se habían recuperado en 1215 y quedaron plasmadas en la Carta Magna, que a su vez daba autoridad a importantes principios legales del siglo XVI. Los historiadores modernos señalaron que aunque esta narrativa era fundamentalmente incorrecta, ya que muchas personas lo consideraban un «mito», adquirió gran importancia entre los estudiosos del derecho en aquella la época.
Por ejemplo, el anticuario William Lambarde publicó lo que él creía que eran los códigos de derecho anglosajón y normando, remontando los orígenes del Parlamento inglés del siglo XVI a ese período, aunque malinterpretando las fechas de muchos documentos en cuestión. Francis Bacon opinó que la cláusula 39 era la base del sistema de jurados y los procesos judiciales del siglo XVI. Los anticuarios Robert Beale, James Morice y Richard Cosin argumentaron que la Carta Magna era una declaración de libertad y una ley suprema y fundamental de la cual dependía el gobierno inglés. Aquellos que cuestionaban estas conclusiones, como el parlamentario Arthur Hall, enfrentaban sanciones.

### SiglosXVII-XVIII

#### Tensiones políticas

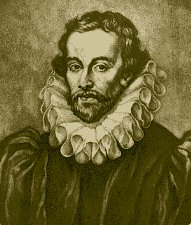
El jurista Edward Coke hizo un extenso uso político de la Carta Magna.

A principios del siglo XVII, la Carta Magna era vista como documento político esencial en los argumentos sobre la autoridad de la monarquía inglesa. Jacobo I y Carlos I propusieron una mayor autoridad para la Corona, sobre la base de la doctrina del derecho divino de los reyes, mientras que la carta era muy citada por sus oponentes para desafiar a la monarquía.
Sus defensores aseguraban que la carta reconocía y protegía la libertad de los individuos ingleses y hacía que el rey estuviera sujeto a la ley común de la tierra; también que introducía el juicio con un sistema de jurado y reconocía los orígenes antiguos del Parlamento. Concluyeron que, gracias a la Carta Magna y la «constitución antigua» que supuestamente había sobrevivido la invasión normanda, un monarca no podía alterar esas costumbres inglesas de larga data. No obstante, aunque los argumentos basados en la carta eran históricamente inexactos, tenían un poder simbólico ya que ella tenía un profundo significado durante este período; anticuarios como Henry Spelman la describieron como «el más majestuoso y sacrosanto pilar de las libertades inglesas».
Edward Coke utilizó la Carta Magna como herramienta política durante esta época. Trabajando a partir de la versión de 1225 del texto —la primera copia impresa de la carta de 1215 apareció en 1610—, pronunció discursos y publicó varios folletos sobre este documento. Su trabajo era desafiado en ese entonces por lord Ellesmere e historiadores modernos como Ralph Turner y Claire Breay han criticado a Coke por «malinterpretar» la carta original «anacrónicamente y sin sentido crítico» y por adoptar un enfoque «muy selectivo» de su análisis. Con más simpatía, James Clarke Holt señaló que la historia de las cartas ya se había «distorsionado» cuando Coke estaba llevando a cabo su trabajo.

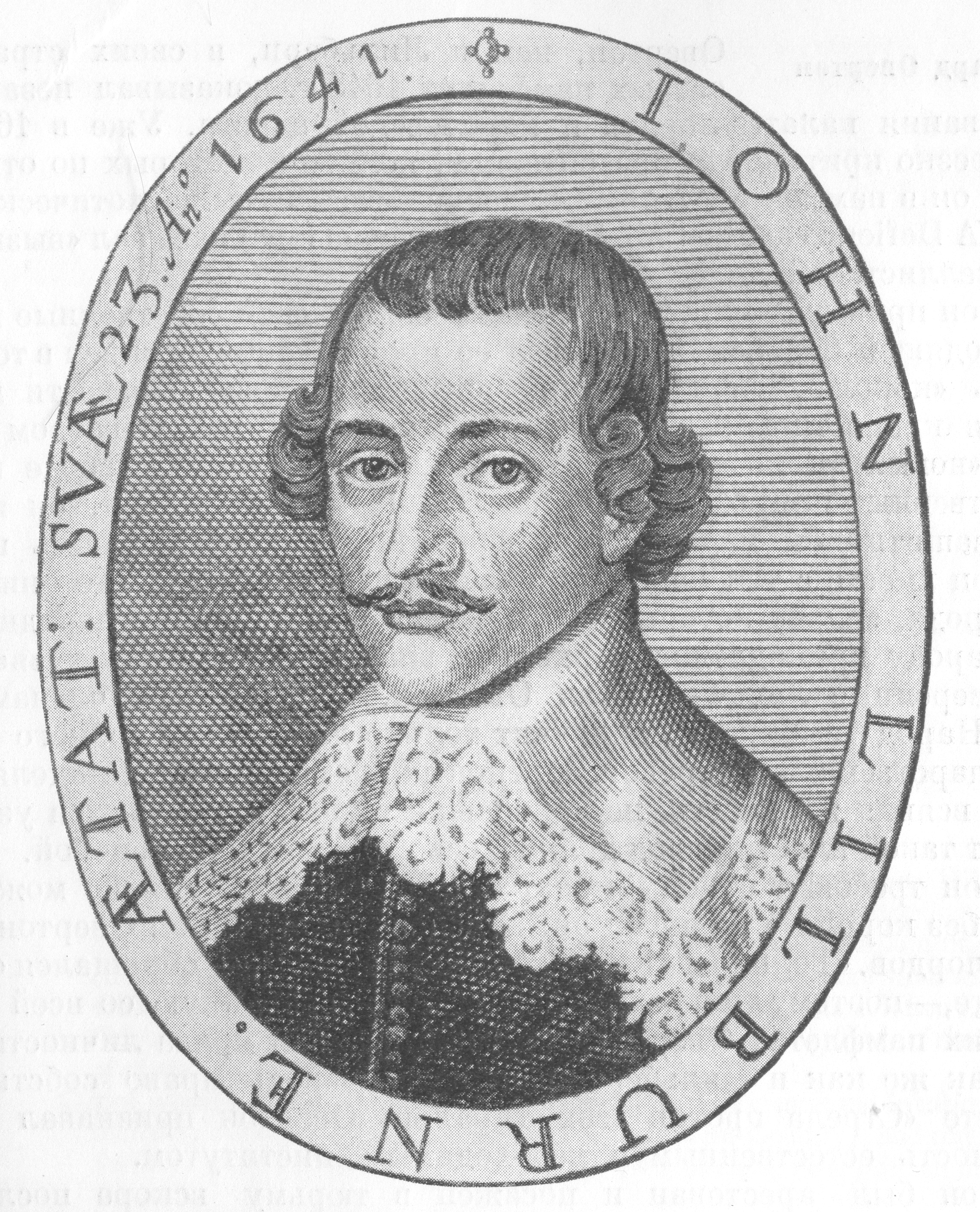
John Lilburne criticó la Carta Magna como una definición inadecuada de las libertades inglesas.

En 1621, se presentó un proyecto de ley al Parlamento para renovar la Carta Magna; aunque este borrador fracasó, el abogado John Selden argumentó durante el caso Darnell en 1627 que el derecho de habeas corpus estaba respaldado por ella. Coke apoyó la Petición de Derechos de 1628, que la citaba en su preámbulo, en un intento de ampliar las provisiones y hacerlas vinculantes para el poder judicial. La monarquía respondió justificando que la situación legal histórica era mucho menos clara de lo que se pretendía, por lo que restringió las actividades de los anticuarios, arrestó a Coke por traición y censuró su libro sobre la Carta Magna. Carlos I inicialmente no estaba de acuerdo con la Petición de Derechos y rehusó confirmar la carta, de manera que evitaría la reducción de su independencia como soberano.
Inglaterra descendió a la guerra civil en los años 1640, lo que ocasionó la ejecución de Carlos I en 1649. Después de la proclamación la república, algunos cuestionaron si la Carta Magna —un acuerdo con un monarca— seguía siendo relevante. The English Devil, un panfleto anti-Cromwell publicado en 1660, decía que la nación había sido obligada a someterse a ese tirano, que su palabra era ley y que, cuando ponga «su mano sobre su espada, lloraría» la Carta Magna. En un discurso de 2005, el presidente del Tribunal Supremo (Lord Chief Justice) de Inglaterra y Gales, Harry Woolf, repitió la afirmación de que Cromwell se había referido al documento como Magna Farta (lit., «Gran Pedo»).
Los grupos radicales que florecieron durante este período tenían diferentes opiniones sobre la Carta Magna. Los niveladores (Levellers) rechazaron la historia y la ley tal como eran presentadas por sus contemporáneos y sostuvieron en su lugar un punto de vista «antinormanista». Por ejemplo, John Lilburne argumentó que la carta contenía solo algunas de las libertades que supuestamente existían bajo los anglosajones antes de ser suprimidas por el yugo normando. El nivelador Richard Overton la describió como «una cosa mezquina que contiene muchas marcas de cautiverio intolerables». Ambos veían a la Carta Magna como una útil declaración de libertades que podía usarse contra gobiernos con los que no estaban de acuerdo. Gerrard Winstanley, el líder de los cavadores (Diggers) más extremistas, declaró que «las mejores leyes que Inglaterra tiene [viz., la Carta Magna] fueron alcanzadas por nuestros importunados antepasados cuando solicitaron a los reyes que todavía eran sus maestros de obra; sin embargo, estas buenas leyes son ataduras y manicuras, reteniendo a un tipo de personas para que sean esclavas de otros: el clero y la nobleza obtienen su libertad, pero la gente común sigue siéndolo y se les ha dejado como sirvientes para que trabajen para ellos».

#### Revolución Gloriosa

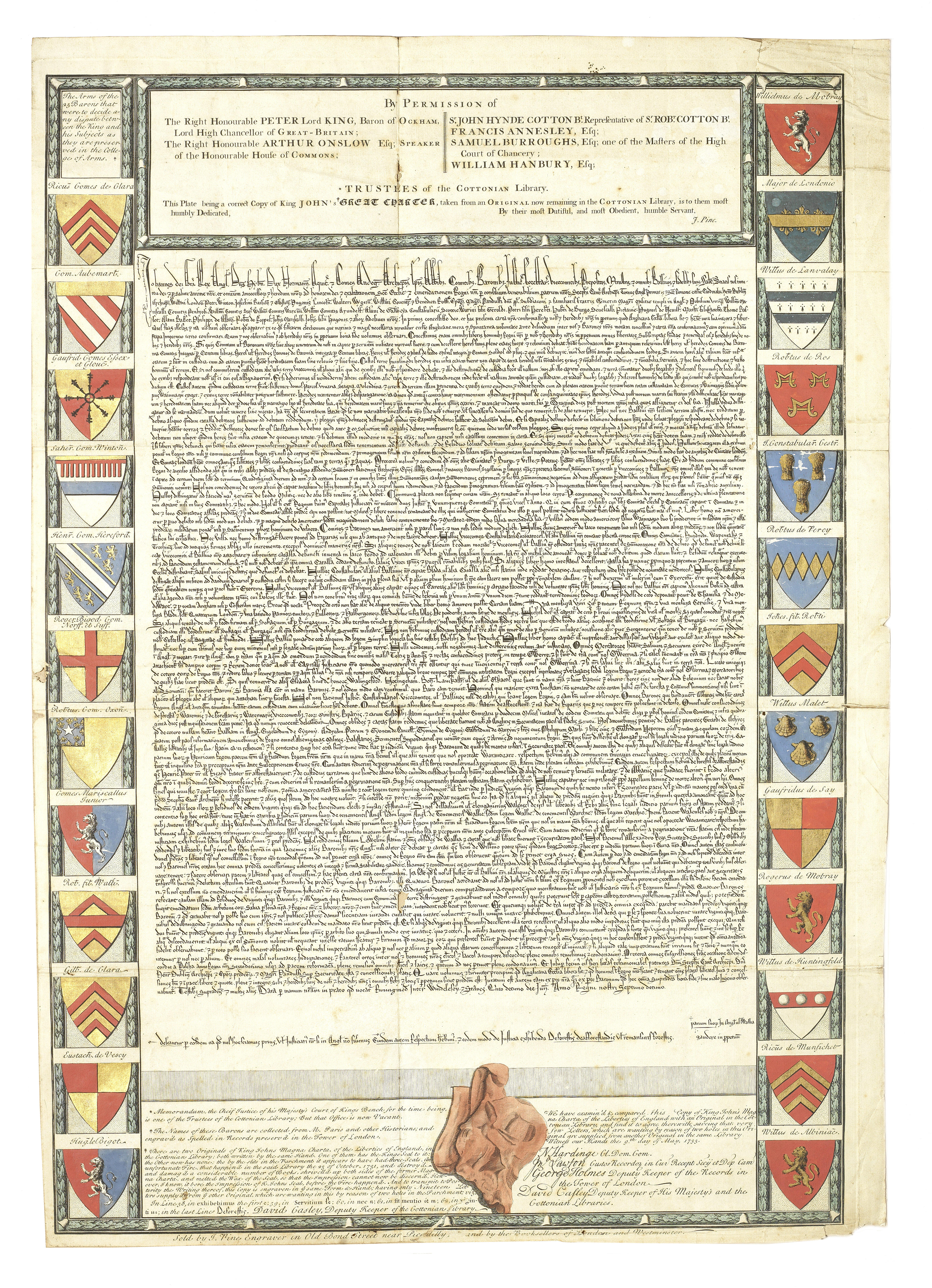
Un grabado de 1733 de la carta de 1215 por John Pine.

Robert Brady realizó el primer intento de una historiografía formal, ya que refutó la supuesta antigüedad del Parlamento y la creencia de la continuidad inmutable de las leyes anglosajonas. Brady advirtió que las libertades de la carta eran limitadas y argumentó que eran solamente concesiones del rey. Al ubicar la Carta Magna en un contexto histórico, puso en duda su relevancia política contemporánea; su comprensión histórica no sobrevivió a la Revolución Gloriosa, que, según el historiador John Pocock, «marcó un revés para el trascurso de la historiografía inglesa».
Según la interpretación whig de la historia inglesa, la Revolución Gloriosa era un ejemplo de la reivindicación de las antiguas libertades. Reforzados con conceptos lockeanos, los whigs creían que la constitución de Inglaterra era un contrato social basado en documentos como la Carta Magna, la Petición de Derechos y la Declaración de Derechos. English Liberties (1680, titulada British Liberties en versiones posteriores), del propagandista whig Henry Care, fue un libro polémico de bajo costo, muy influyente y reimpreso tanto en las colonias norteamericanas como en la metrópoli, que puso a la Carta Magna en el centro de la historia y la legitimidad contemporánea de su asunto.
Las ideas sobre la naturaleza de la ley en general estaban empezando a cambiar. En 1716, se aprobó la Ley Septenal, que tuvo numerosas consecuencias. En primer lugar, el Parlamento ya no consideraba indiscutibles sus estatutos anteriores, ya preveía un plazo parlamentario máximo de siete años, mientras que la Ley Trienal (1694, promulgada menos de un cuarto de siglo antes) preveía un plazo máximo de tres años. También amplió en gran medida los poderes del Parlamento. Bajo esta nueva constitución, el absolutismo monárquico fue remplazado por la supremacía parlamentaria. Rápidamente se dieron cuenta de que la Carta Magna se aplicaba de la misma manera tanto si el rey ejercía o no su poder en el Parlamento. Esta supremacía sería desafiada por personas como Granville Sharp, quien consideraba que la carta era una parte fundamental de la constitución y sostenía que sería traición revocar cualquier parte de esta; también sostuvo que el documento prohíbe la esclavitud.
William Blackstone publicó una edición crítica de la carta de 1215 en 1759 y creó el sistema de numeración que todavía se utiliza en la actualidad. En 1763, el parlamentario John Wilkes fue arrestado por escribir un panfleto incendiario (No. 45, 23 April 1763), en el que citaba la Carta Magna continuamente. Lord Camden denunció el tratamiento de Wilkes como una contravención de ese documento. En sus Derechos del hombre, Thomas Paine hizo caso omiso de la Carta Magna y la Declaración de Derechos sobre la base de que no se trataban de constituciones escritas por representantes electos.

#### Inspiración en las Trece Colonias y los Estados Unidos

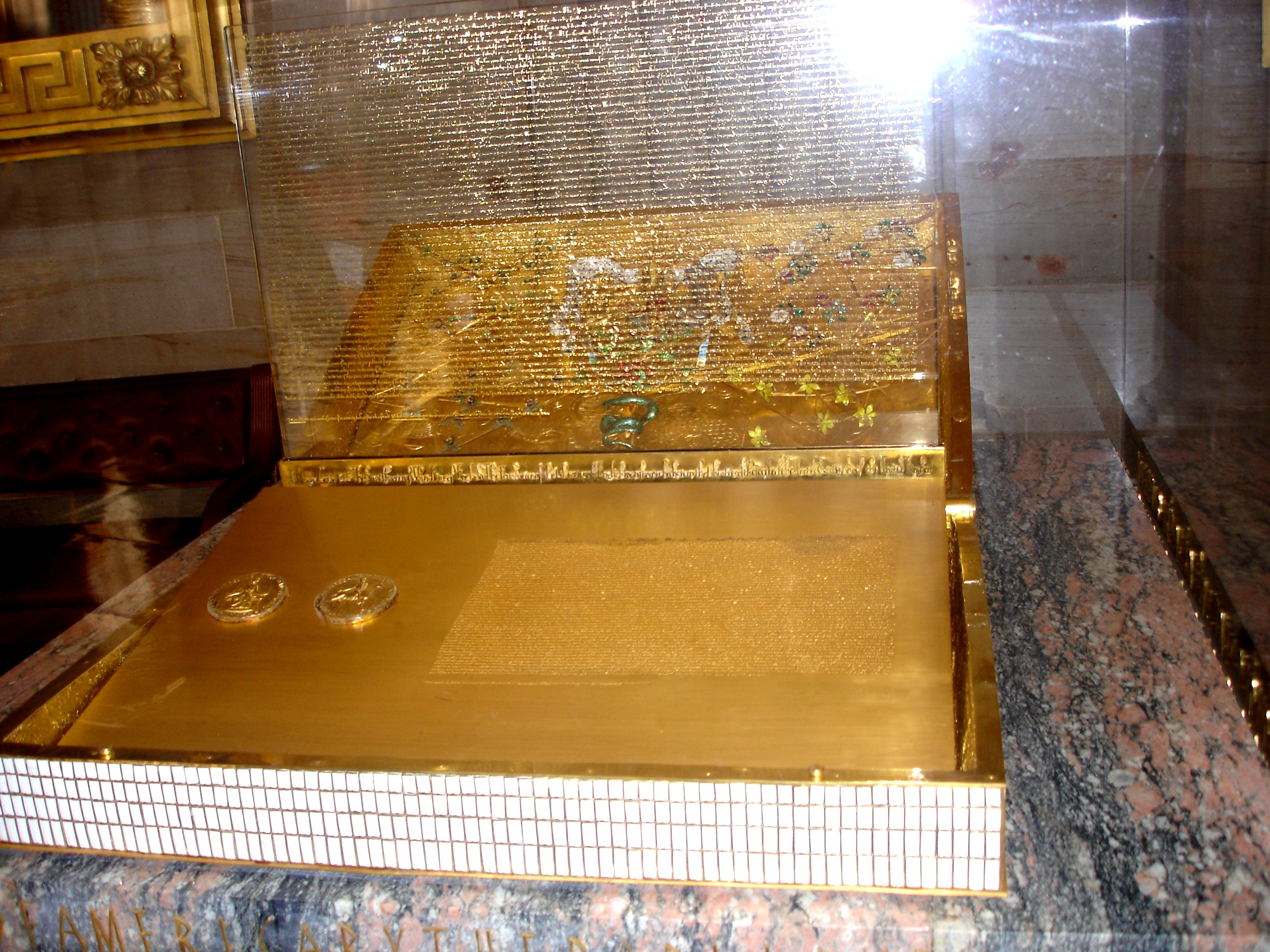
Réplica y exhibición en la rotonda del Capitolio de los Estados Unidos.

Cuando los colonos ingleses partieron hacia el Nuevo Mundo, llevaron consigo cartas reales con las que establecieron las colonias. Por ejemplo, la carta de la Compañía de la Bahía de Massachusetts establecía que los colonos «tendrían y disfrutarían de las libertades e inmunidades de sujetos libres y naturales». La Carta de Virginia de 1606 —redactada en gran parte por Edward Coke— declaró que los colonos tendrían las mismas «libertades, derecho a voto e inmunidades» que las personas nacidas en Inglaterra. El Massachusetts Body of Liberties contenía similitudes con la cláusula 29 de la Carta Magna; al redactarlo, la Corte General de Massachusetts consideró a la carta como la encarnación principal del derecho consuetudinario inglés. Otras colonias seguirían su ejemplo. En 1638, Maryland intentó reconocerla como parte de la ley de la provincia, pero la solicitud fue denegada por Carlos I.
En 1687, William Penn publicó The excellent privilege of liberty and property: being the birth-right of the free-born subjects of England, que contenía la primera copia de la Carta Magna impresa en suelo estadounidense. Los comentarios de Penn rememoraban los de Coke, en los que manifestaba la creencia de que era una ley fundamental del reino. Los colonos recurrieron a los libros de leyes inglesas, lo que los llevó a una interpretación anacrónica de la Carta Magna, ya que creían que garantizaba un juicio por jurado y habeas corpus. El desarrollo de la supremacía parlamentaria en las islas británicas no afectó constitucionalmente a las Trece Colonias, que conservaron un apego al derecho consuetudinario inglés, pero afectó directamente la relación entre Gran Bretaña y sus colonias. Cuando los colonos estadounidenses luchaban contra la metrópoli, no solo lo hacían por la nueva libertad, sino también por preservar las libertades y los derechos que creían estaban consagrados en la Carta Magna.
A fines del siglo XVIII, la Constitución de los Estados Unidos se convirtió en la ley suprema del país, recordando la manera en que la Carta Magna se había convertido en ley fundamental. La quinta enmienda de la Constitución federal garantiza que «[a nadie] se le privará de la vida, la libertad o la propiedad sin el debido proceso legal», una frase que se deriva de la carta de 1215. Además, se incluyó un escrito similar en la cláusula de suspensión del artículo 1 sección 9: «El privilegio de habeas corpus no se suspenderá, salvo cuando la seguridad pública lo exija, en los casos de rebelión o invasión». Cada uno de estos proclamaba que ninguna persona puede ser encarcelada o detenida sin pruebas de que haya cometido un delito. La novena enmienda establece: «La enumeración en la Constitución de ciertos derechos no ha de interpretarse como que niega o menosprecia otros que retiene el pueblo». Los redactores de la Constitución de los Estados Unidos deseaban garantizar que los derechos que ya tenían —como los que creían que eran proporcionados por la Carta Magna— se preservarían a menos que se restringiesen explícitamente. La Corte Suprema de los Estados Unidos hizo referencia explícita al análisis de lord Coke como un antecedente del derecho de la sexta enmienda a un juicio inmediato.

### SiglosXIX-XXI

#### Interpretaciones

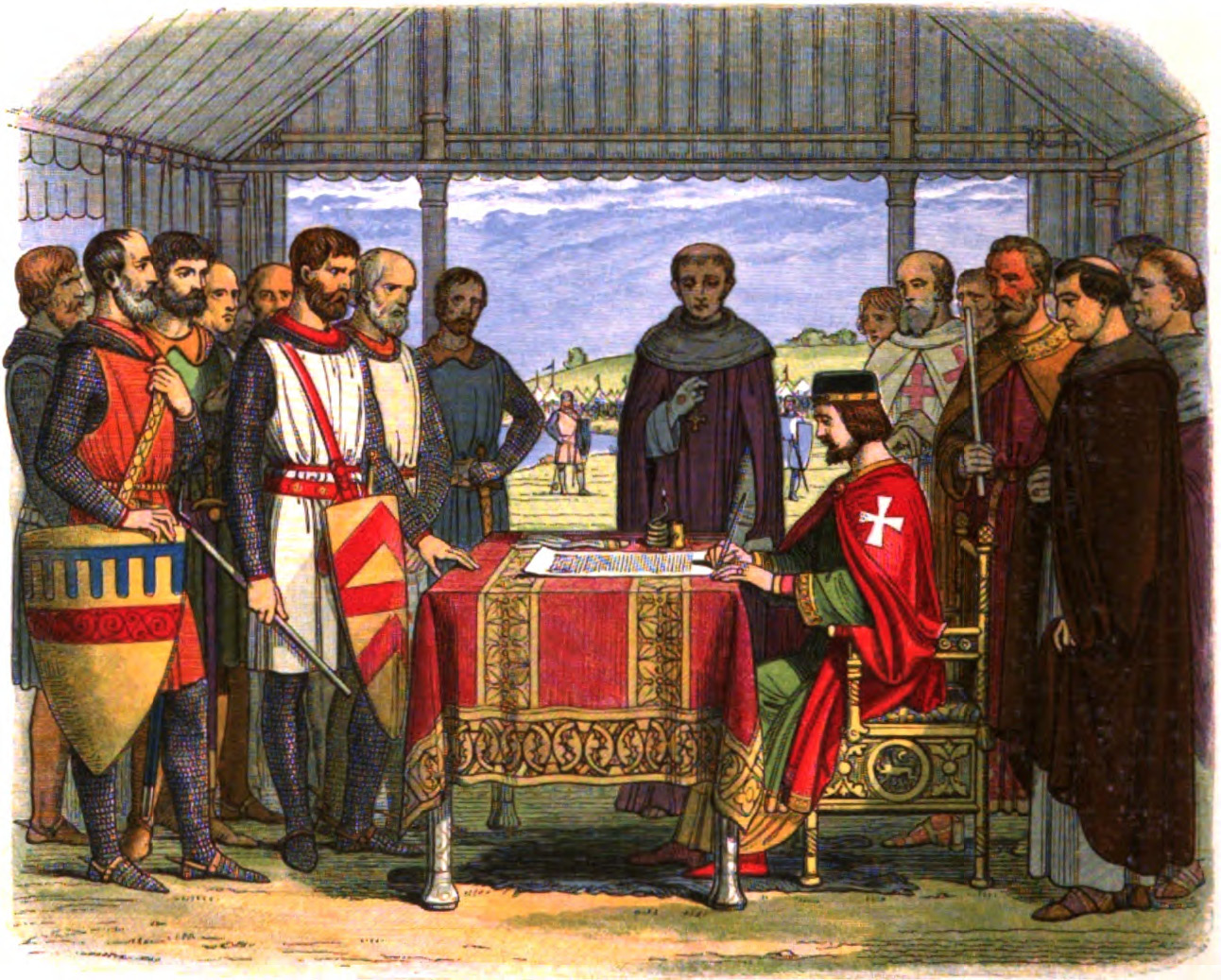
Recreación romántica del de Juan I firmando la Carta Magna.

La interpretación whig de la Carta Magna y su papel en la historia constitucional siguió siendo dominante durante principios del siglo XIX. Constitutional history of England (1874-1878), del historiador William Stubbs, representaba esta opinión. Stubbs argumentó que la carta había conformado una etapa importante en la configuración de la nación inglesa y creía que los barones de Runnymede en 1215 no solo representaban a la nobleza, sino también al pueblo de Inglaterra en general, enfrentándose a un gobernante tiránico de la naturaleza de Juan I.
Esta visión de la Carta Magna pronto perdió ímpetu. El jurista e historiador victoriano tardío Frederic William Maitland proporcionó una historia académica alternativa en 1899, que comenzó a devolver a la Carta Magna sus raíces históricas. En 1904, Edward Jenks publicó un artículo titulado «El mito de la Carta Magna», que socavó la visión previamente aceptada sobre ella. Historiadores como Albert Pollard coincidieron con las conclusiones de Jenks en que Edward Coke había «inventado» en gran medida el mito de la Carta Magna en el siglo XVII; estos estudiosos argumentaron de que la carta de 1215 no se refería a la libertad para el pueblo en general, sino más bien a la protección de los derechos de los barones.
Este punto de vista también se hizo popular en círculos más amplios y, en 1930, los humoristas Walter Sellar y Robert Yeatman publicaron una parodia sobre la historia inglesa (1066 and all that), en la que se burlaban de la supuesta importancia de la carta y sus promesas de libertad universal: «La Carta Magna era, por tanto, la principal causa de la democracia en Inglaterra y además una buena cosa para todos (excepto la gente común)».
Sin embargo, en muchas representaciones literarias del pasado medieval, la Carta Magna siguió siendo la base de la identidad nacional inglesa. Algunos autores utilizaron los orígenes medievales del documento como base para preservar el statu quo social, mientras que otros la invocaban para desafiar supuestas injusticias económicas. En 1898, se formó la Orden de Barones de la Carta Magna para promover los antiguos principios y valores que se percibían en ese documento. La abogacía de Inglaterra y los Estados Unidos continuó teniendo alta estima en la carta; esto fue fundamental en la formación de la Sociedad Carta Magna en 1922 para proteger los prados de Runnymede ante la urbanización en los años 1920; en 1957, el Colegio de Abogados de Estados Unidos erigió un memorial a la Carta Magna en Runnymede. En 1956, el jurista Tom Denning la describió como «el documento constitucional más grande de todos los tiempos: la fundación del libertad del individuo contra la autoridad arbitraria del déspota».

#### Derogación de cláusulas e influencia constitucional
Algunos políticos radicales como Francis Burdett creían que la Carta Magna no podía ser derogada, pero ya para el siglo XIX las cláusulas que estaban obsoletas o las que habían sido sustituidas comenzaron a ser abrogadas. La derogación de la cláusula 36 en 1829 por la Ley de Delitos contra la Persona de 1828 (9 Geo 4 c 31 s 1) fue la primera vez que se reemplazó una cláusula de la carta. Durante los siguientes ciento cuarenta años, casi toda la Carta Magna (1297) como estatuto fue derogada y solo quedaron en vigencia las cláusulas 1, 9 y 29 (en Inglaterra y Gales) después de 1969. La mayoría de las cláusulas fueron derogadas en Inglaterra y Gales por la Ley de Revisión del Derecho Estatutario de 1863, mientras que en la Irlanda del Norte moderna y también en la República de Irlanda actual por la Ley de Revisión del Derecho Estatutario (Irlanda) de 1872.
Muchos intentos posteriores de redactar formas constitucionales de gobierno remontan su origen a la Carta Magna. Los dominios británicos, Australia y Nueva Zelanda, Canadá (excepto Quebec) y anteriormente la Unión Sudafricana y Rodesia del Sur reflejaron la influencia de la Carta Magna en sus leyes y los efectos de esta se pueden observar en las leyes de otros Estados que surgieron del Imperio británico. La Carta Magna se reimprimió en Nueva Zelanda en 1881 como una de las leyes imperiales vigentes en ese país. La cláusula 29 sigue vigente como parte del ordenamiento jurídico neozelandés.

#### Legado moderno

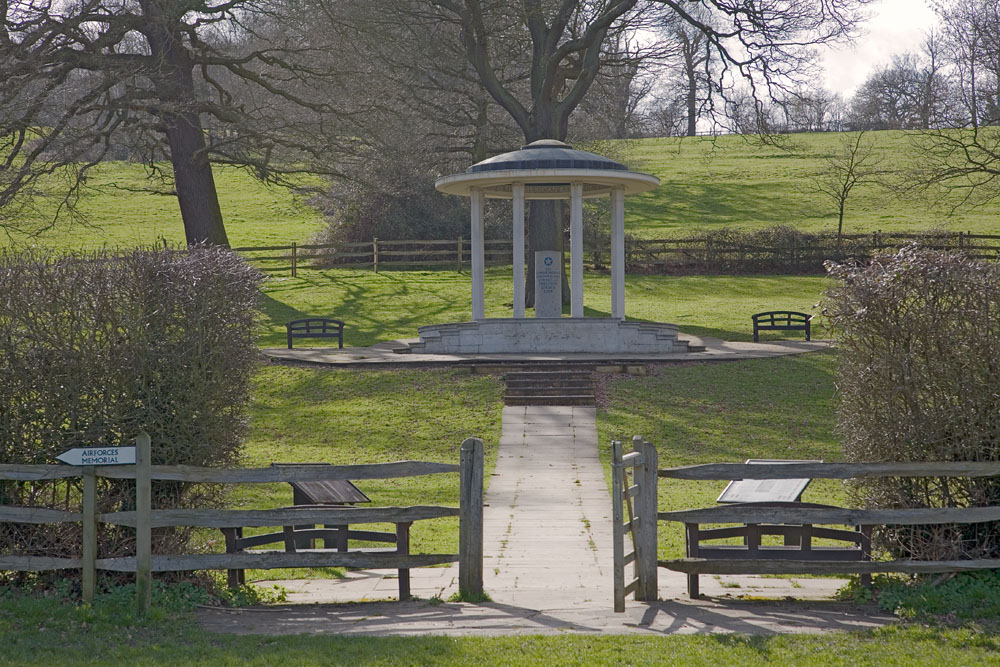
El memorial a la Carta Magna en Runnymede, diseñado por Edward Maufe y erigido por el Colegio de Abogados de Estados Unidos en 1957. El monumento se encuentra en el prado conocido históricamente como Long Mede: es probable que el sitio real del sellado de la Carta Magna esté más al este, hacia Egham y Staines.

La Carta Magna continúa teniendo un poderoso estatus icónico en la sociedad británica y es citada por políticos y abogados en apoyo de posturas constitucionales. Por ejemplo, la supuesta garantía de juicio por jurado y otras libertades civiles condujo al laborista Tony Benn a decir, en 2008, que el debate sobre el aumento del tiempo máximo que los sospechosos de terrorismo podían ser retenidos sin cargos de 28 a 42 días era «el día [en que la] Carta Magna fue abrogada». Aunque rara vez se invoca en tribunales en la era moderna, en 2012 los manifestantes de Occupy London intentaron utilizar este documento medieval para oponerse a la amenaza expulsión del cementerio de San Pablo en el centro de Londres. El presidente de la Sección Civil (Master of the Rolls) de la Corte de Apelación hizo un breve comentario en el que señalaba, con cierta ironía, que, aunque la cláusula 29 era considerada por muchos como la base del estado de derecho en Inglaterra, no la consideraba directamente relevante para el caso y que las otras dos cláusulas sobrevivientes en realidad se referían a los derechos eclesiásticos y de la ciudad de Londres.
El documento tiene poco peso legal en la Gran Bretaña moderna, ya que la mayoría de sus cláusulas han sido abrogadas y los derechos relevantes están garantizados por otros estatutos, pero el historiador James Holt señaló que la memoria de la carta de 1215 en la vida nacional es una «reflexión del desarrollo continuo de la legalidad y administración inglesas» y un «símbolo de las muchas luchas entre la autoridad y la ley a lo largo de los siglos». El historiador Wilfred Lewis Warren notó que «muchos que sabían poco y que se preocupaban menos por el contenido de la carta, en casi todas las épocas invocaron su nombre, y con buena causa, porque significaba más de lo que decía».
También sigue siendo un tema de gran interés para los historiadores; Natalie Fryde caracterizó la carta como «una de las vacas más sagradas en la historia medieval inglesa», porque es poco probable que terminen los debates sobre su interpretación y significado. En muchos sentidos sigue siendo un «texto sagrado», ya que se considera generalmente parte de la constitución no codificada del Reino Unido; en un discurso de 2005, el presidente del Tribunal Supremo de Inglaterra y Gales, Harry Woolf, la describió como el «primero de una serie de instrumentos que ahora se reconoce que tienen un estatus constitucional especial».
El documento también continúa siendo estimado en los Estados Unidos como un antecedente de la Constitución federal y la Carta de Derechos de los Estados Unidos. En 1976, el Reino Unido prestó uno de los cuatro originales de la Carta Magna de 1215 a los Estados Unidos para la celebraciones de su bicentenario y también donó una vitrina adornada para ello. El original fue devuelto después de un año, pero una réplica y la vitrina siguen en exhibición en la cripta del Capitolio de los Estados Unidos en Washington D.C.

#### Celebración del 800.º aniversario
El 15 de junio de 2015 conmemoró el 800.º aniversario de la carta original y las organizaciones e instituciones planearon eventos festivos. La Biblioteca Británica reunió las cuatro copias existentes del manuscrito de 1215 en febrero de 2015 para una exposición especial. La artista británica Cornelia Parker recibió el encargo de crear una nueva obra de arte, Magna Carta (an embroidery), que se exhibió en la Biblioteca Británica entre mayo y julio de 2015. La obra de arte es una instantánea del artículo «Magna Carta» en la Wikipedia en inglés (como apareció en el 799.º aniversario del documento) y fue bordada a mano por más de 200 personas.
Se llevó a cabo una ceremonia de conmemoración en Runnymede, en el parque National Trust, a la que asistieron dignatarios británicos y estadounidenses. La copia en poder de la catedral de Lincoln fue exhibida desde noviembre de 2014 hasta enero de 2015 en la Biblioteca del Congreso en Washington D. C. Se inauguró un nuevo centro de visitantes en el castillo de Lincoln para el aniversario. La Real Casa de Moneda lanzó dos diseños conmemorativos de dos libras esterlinas. En 2014, Bury St Edmunds en Suffolk celebró el 800.º aniversario de la Carta de las Libertades de los barones, que se acordó en secreto allí en noviembre de 1214.

## Contenido

### Formato físico
De cada versión de la carta se elaboraron varias copias, conocidas como ejemplificaciones o copias auténticas, muchas de las cuales han sobrevivido. Los documentos fueron escritos delicadamente con plumas de ave en latín medieval rigurosamente abreviado, según los estándares de la época, sobre hojas de pergamino de piel de oveja de aproximadamente 15 por 20 pulgadas (380 x 510 mm). Fueron autenticados con el gran sello real por un oficial llamado spigurnel, equipado con una prensa de sellado especial que empleaba cera estampada y lacre de resina. No habían firmas en la carta de 1215 y los barones presentes no incluyeron sus propios sellos. Las cartas originales no fueron numeradas ni divididas en párrafos o cláusulas separadas; el sistema de numeración utilizado actualmente fue ideado por el jurista William Blackstone en 1759.

### Copias auténticas

#### Pergaminos de 1215

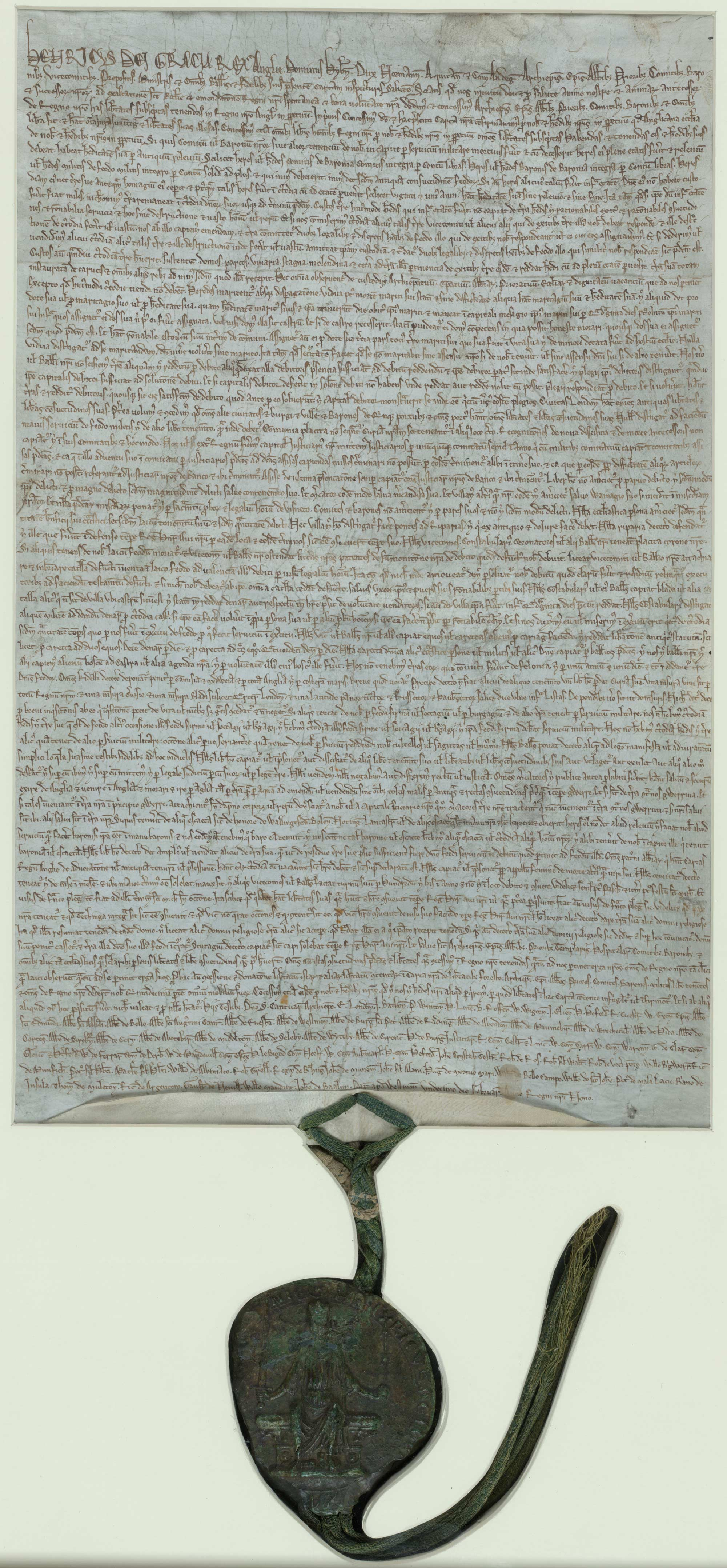
Carta de 1225, albergada en la Biblioteca Británica, con el gran sello real
anexado.

La cancillería real emitió al menos trece copias originales de la carta de 1215, siete en la primera tanda distribuida el 24 de junio y otras seis más tarde; fueron enviadas a magistrados civiles y obispos del condado, quienes probablemente se encargaron de su lectura pública. Existen variaciones entre cada una de estas copias y probablemente no haya una sola «copia maestra». De estos documentos, solo cuatro sobreviven, todos en el Reino Unido: dos en la Biblioteca Británica, uno en la catedral de Lincoln y otro en la catedral de Salisbury. Cada una de estas versiones es ligeramente diferente en tamaño y redacción; los historiadores consideran que cada una tiene igual autoridad.
Las dos cartas de 1215 en poder de la Biblioteca Británica, conocidas como Cotton MS. Augustus II.106 y Cotton Charter XIII.31a, fueron adquiridas por el anticuario Robert Cotton en el siglo XVII. Una de estas fue encontrada originalmente por Humphrey Wyems, un abogado de Londres, quien la habría descubierto en una sastrería y la entregó a Cotton en enero de 1629. La otra fue encontrada en el castillo de Dover en 1630 por Edward Dering. La llamada «carta Dering» generalmente se identifica como la copia enviada originalmente a Alianza de los Cinco Puertos en 1215. Esta copia se dañó en el incendio de la Biblioteca Cotton de 1731, en el que su sello quedó parcialmente derretido. El pergamino estaba algo arrugado, pero relativamente indemne; John Pine imprimió un facsímil en 1733. Sin embargo, en los años 1830, un intento imprudente y fallido de limpieza y conservación dejó el manuscrito prácticamente ilegible para el ojo desnudo. No obstante, esta es la única copia de 1215 sobreviviente que aún tiene su gran sello anexado.
La copia original de la carta de 1215 en la catedral de Lincoln ha estado en manos del condado desde ese mismo año; se exhibía en la cámara común de la catedral antes de ser trasladada a otro edificio en 1846. Entre 1939 y 1940, la copia fue presentada en el pabellón británico en la Feria Mundial de 1939 en Nueva York y en la Biblioteca del Congreso. Cuando estalló la Segunda Guerra Mundial, Winston Churchill quiso obsequiarla al pueblo estadounidense con la esperanza de que esto alentaría a esa nación, entonces neutral, a entrar en la guerra contra las potencias del Eje, pero la catedral no estuvo dispuesta y los planes fracasaron. Después de diciembre de 1941, la copia se almacenó en el fuerte Knox por seguridad, antes de volver a exhibirse en 1944 y regresar a la catedral de Lincoln a principios de 1946. En 1976 estuvo expuesta al público en la biblioteca medieval de la catedral. Posteriormente se exhibió en San Francisco y, durante un tiempo, se retiró de la exposición para someterse a procesos de conservación durante los preparativos para otra visita a los Estados Unidos, donde se expuso en 2007 en el Centro de Arte Contemporáneo de Virginia y el Centro Nacional de la Constitución en Filadelfia. El documento regresó a Nueva York para mostrarse en el museo Fraunces Tavern durante 2009. Actualmente en préstamo permanente a la bóveda David PJ Ross del castillo de Lincoln, junto con una copia original de la Carta Forestal de 1217.
La cuarta copia, en propiedad de la catedral de Salisbury, fue entregada por primera vez en 1215 a su predecesora, la catedral de Old Sarum. Redescubierta por el obispo en 1812, se ha mantenido en esa ciudad a lo largo de su historia, excepto cuando fue retirada de su sitio para trabajos de restauración. Posiblemente es la mejor conservada de las cuatro, aunque se observan pequeños orificios en el pergamino en las esquinas donde alguna vez estuvo sujetada a la pared. La letra de esta versión es diferente de la de las otras tres, lo que sugiere que no fue escrita por un escriba real, sino por un miembro del personal de la catedral, que tenía la copia auténtica de la corte real.

#### Copias posteriores

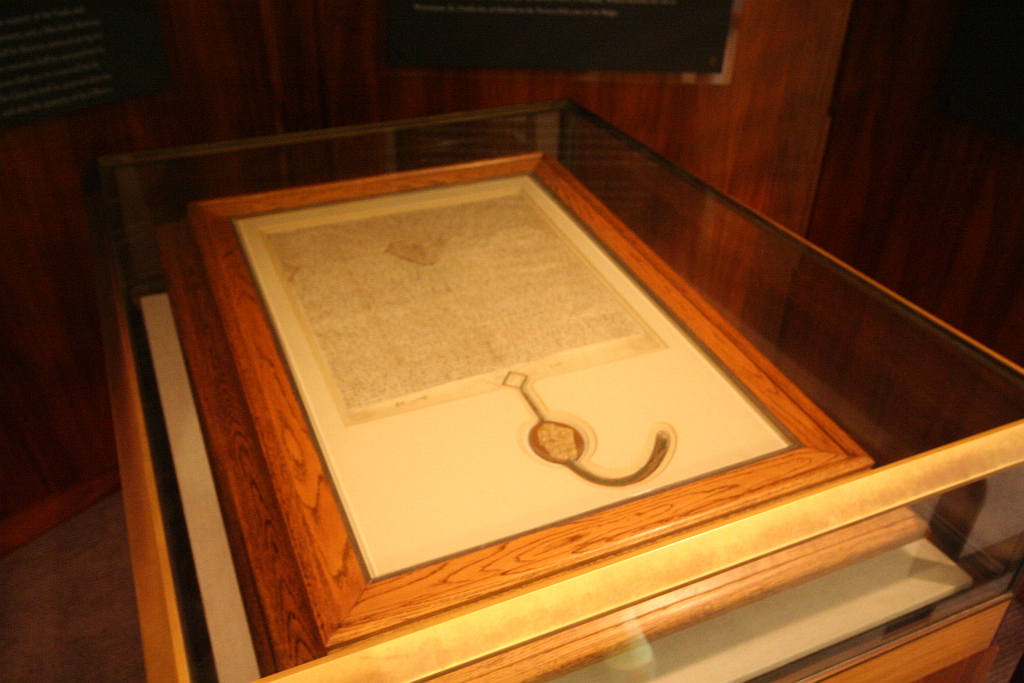
Copia de 1297 en propiedad del Gobierno de Australia y en exhibición en el Salón de los Miembros del Parlamento.

Sobreviven otras versiones tempranas de las cartas. Una copia auténtica de la carta de 1216 permanece almacenada en la catedral de Durham. Existen cuatro copias de la carta de 1217; tres de estas están en la Biblioteca Bodleian en Oxford y una en la catedral de Hereford. La copia de Hereford se exhibe ocasionalmente al lado de un mapamundi en la «biblioteca encadenada» de la catedral y es acompañada por un pequeño documento llamado Articuli super Cartas que se envió anexado con la carta, en la que instruye al sheriff del condado sobre cómo cumplir las condiciones descritas en el documento. Una de las copias de Bodleian se exhibió en el Palacio Legión de Honor de California en San Francisco en 2011.
Existen cuatro ejemplares de la carta de 1225: la Biblioteca Británica tiene una, que estuvo en manos de la abadía de Lacock hasta 1945; la catedral de Durham también tiene otra copia y la Biblioteca Bodleian alberga una tercera. La cuarta copia de la ejemplificación de 1225 estuvo en el museo de la Oficina de Registro Público y ahora se encuentra en posesión de los Archivos Nacionales. La Sociedad de Anticuarios de Londres también posee un borrador de la carta de 1215 (descubierta en 2013 en un registro de finales del siglo XIII de la abadía de Peterborough), una copia de la tercera edición de 1225 (dentro de una colección de estatutos de principios del siglo XIV) y una copia en rollo de la reedición de 1225.
Solo dos copias auténticas de la Carta Magna se realizaron fuera de Inglaterra, ambas de 1297. Una de estas fue vendida en 1952 por la King's School de Bruton al gobierno australiano por £ 12 500. Esta copia se encuentra en exhibición en el Salón de los Miembros del Parlamento en Canberra. La segunda fue originalmente propiedad de la familia Brudenell, condes de Cardigan, antes de venderla en 1984 a la Fundación Perot en los Estados Unidos, que en 2007 la vendió al empresario estadounidense David Rubenstein por $ 21 300 000. Rubenstein comentó: «Siempre creí que este era un documento importante para nuestro país, aunque no fue redactado en nuestro país. Creo que fue la base de la Declaración de Independencia y el pilar de la Constitución». Esta ejemplificación está en préstamo permanente a los Archivos Nacionales en Washington D. C. Sobreviven únicamente dos copias auténticas de 1297, una de las cuales se encuentra en los Archivos Nacionales del Reino Unido.
Se conservan siete copias de la ejemplificación de 1300 de Eduardo I: en Faversham, el Oriel College de Oxford, la Biblioteca Bodleian, la catedral de Durham, la abadía de Westminster, el antiguo ayuntamiento de Londres y el Consejo del Condado de Kent (Sandwich). La copia de Sandwich fue redescubierta a principios de 2015 en un álbum de recortes victoriano en los archivos de esa ciudad, una de los antiguos Cinco Puertos. En el caso de las copias auténticas de Sandwich y el Oriel College, también poseen las copias originales anexadas de la Carta Forestal.

### Cláusulas

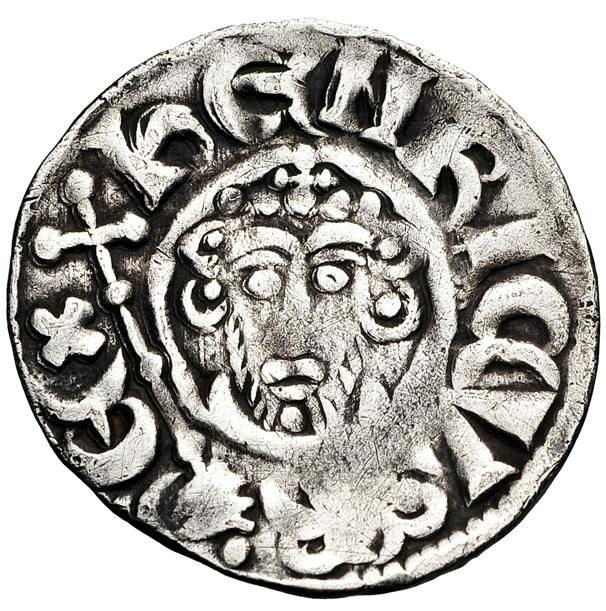
Un penique de plata de Juan I; gran parte de la Carta Magna concernía a cómo se recaudaban los ingresos reales.

La mayoría de las cartas de 1215 y versiones posteriores buscaban regular los derechos feudales de la Corona sobre los barones. Durante el reinado de los angevinos y en particular en el de Juan I, los derechos del monarca inglés se habían usado con frecuencia de manera inconsistente, en muchas veces en un intento de aumentar los impuestos a los barones. El rescate feudal era una de las formas en que un rey podía exigir dinero; las cláusulas 2 y 3 fijaban las tasas a pagar cuando un heredero recibía un patrimonio o cuando un menor alcanzaba la mayoría de edad y tomaba posesión de sus tierras. El escudaje era otra forma de impuesto medieval: los caballeros y nobles debían el servicio militar a la Corona a cambio de sus tierras, que teóricamente seguían perteneciendo al rey, pero muchos preferían evitar este servicio y ofrecer dinero; la Corona solía usar estos fondos para contratar mercenarios. La tasa de escudaje que debería pagarse y las circunstancias según las cuales era apropiado que el rey la exigiera era incierta y controvertida; las cláusulas 12 y 14 se referían a la gestión de este proceso.
El sistema judicial inglés fue modificado considerablemente en el siglo anterior y los jueces reales desempeñaban un papel más importante en la administración de la justicia en el país. Juan I había utilizado su discreción real para extorsionar grandes sumas de dinero a los barones y recibía pagos para ofrecer justicia en casos particulares, por lo que el rol de la Corona en la administración de justicia se había vuelto políticamente delicado entre los barones. Las cláusulas 39 y 40 exigían que se aplicara el debido proceso en el sistema de justicia real, mientras que la cláusula 45 establecía que el rey designara funcionarios reales bien informados en puestos relevantes. Aunque estas cláusulas no tenían ningún significado especial en la carta original, esta destacó como particularmente importante en siglos posteriores. Por ejemplo, en 1974, la Corte Suprema de California interpretó la cláusula 45 como la afirmación de un requisito en el derecho común de que un acusado que enfrenta una potencial pena de prisión tenga derecho a un proceso supervisado por un juez legalmente capacitado.

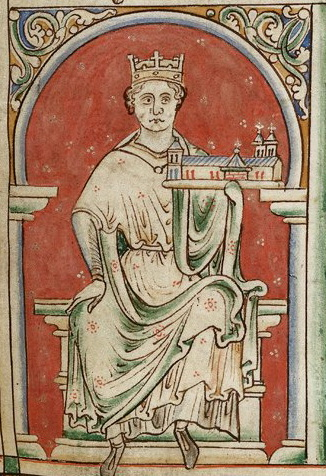
Juan I ataviado con sus vestiduras reales y sosteniendo una iglesia en una miniatura de Historia Anglorum por Mateo de París (c.).

Los bosques reales eran importantes desde el punto de vista económico en la Inglaterra medieval y eran protegidos y explotados por la Corona, que proporcionaba al rey terrenos de cacería, materias primas y dinero. Estaban sujetos a una jurisdicción real especial y la ley forestal resultante era, según el historiador Richard Huscroft, «rígida y arbitraria, como exclusivamente una cuestión de la voluntad del rey». La extensión de los bosques había aumentado en la época de los reyes angevinos, algo que se volvió impopular. La carta de 1215 tenía varias cláusulas relacionadas con los bosques reales; las cláusulas 47 y 48 prometían deforestar las tierras añadidas a los bosques durante el reinado de Juan I e investigar el uso de los derechos reales en este ámbito, pero no abordaron los territorios forestados los reinados anteriores, mientras que la cláusula 53 prometía algún tipo de reparación a los afectados por los cambios recientes y la cláusula 44 daba cierto alivio del funcionamiento de los tribunales forestales. Ni la Carta Magna ni la Carta Forestal subsiguiente resultaron completamente satisfactorias en su intento de solventar las tensiones políticas surgidas en la administración de los bosques reales.
Algunas de las cláusulas abordaron cuestiones económicas más amplias. Las preocupaciones de los barones sobre el tratamiento de sus deudas con los prestamistas judíos, que ocupaban un lugar especial en la Inglaterra medieval y estaban por tradición bajo la protección del rey, se abordaron en las cláusulas 10 y 11. El carta concluía esta sección con la frase «las deudas debidas a otros que no sean judíos se tratarán de la misma manera», por lo que es discutible en qué medida los judíos fueron afectados por estas cláusulas. Algunas cuestiones eran relativamente específicas, como la cláusula 33 que ordenaba la eliminación de los corrales de pesca —una importante y creciente fuente de ingresos en ese momento— de los ríos de Inglaterra.
El rol de la Iglesia católica en Inglaterra había sido un tema muy debatido en los años previos a la carta de 1215. Los reyes normandos y angevinos habían ejercido tradicionalmente un gran poder sobre la Iglesia dentro de sus territorios. Desde los años 1040 en adelante, los papas habían enfatizado la importancia de que la Iglesia sería gobernada más efectivamente desde Roma y habían establecido un sistema judicial independiente y una cadena jerárquica de autoridad. Después de los años 1140, estos principios habían sido aceptados dentro de la Iglesia en Inglaterra, incluso si estaban acompañados por un elemento de preocupación sobre la centralización de la autoridad en Roma. Esos cambios pusieron en tela de juicio los derechos consuetudinarios de los líderes laicos, como el rey, sobre los nombramientos eclesiásticos. Como se describió anteriormente, Juan I llegó a un acuerdo con el papa Inocencio III a cambio de su apoyo político; la cláusula 1 de la Carta Magna expresaba explícitamente este acuerdo, que prometía exenciones y libertades a la Iglesia. La importancia de esta cláusula también reflejaría el rol del arzobispo Langton en las negociaciones, quien había tomado una postura firme sobre este tema durante su carrera eclesiástica.

#### Lista
| Cláusulas de 1215 | Descripción | ¿Incluida en cartas posteriores? | Notas |
| ----------------- | --- | -------------------------------- | --- |
| 1                 | Garantizó la libertad de la iglesia en Inglaterra. | Sí                               | Sigue en el derecho estatutario del Reino Unido (Inglaterra y Gales) como la cláusula 1 en el estatuto de 1297.                                                                                      |
| 2                 | Reguló la operación de rescate feudal a la muerte de un barón. | Sí                               | Derogada por la Ley de Revisión del Derecho Estatutario de 1863 y Ley de Revisión del Derecho Estatutario (Irlanda) de 1872.                                                                         |
| 3                 | Reguló la operación de rescate feudal y la mayoría de edad de los menores. | Sí                               | Derogada por la Ley de Revisión del Derecho Estatutario de 1863 y Ley de Revisión del Derecho Estatutario (Irlanda) de 1872.                                                                         |
| 4                 | Reguló el proceso de tutela y el rol del tutor. | Sí                               | Derogada por la Ley de Revisión del Derecho Estatutario de 1863 y Ley de Revisión del Derecho Estatutario (Irlanda) de 1872.                                                                         |
| 5                 | Prohibió la explotación de la propiedad de un pupilo por su tutor. | Sí                               | Derogada por la Ley de Revisión del Derecho Estatutario de 1863 y Ley de Revisión del Derecho Estatutario (Irlanda) de 1872.                                                                         |
| 6                 | Prohibió a los guardianes casar un pupilo con una persona de menor rango social. | Sí                               | Derogada por la Ley de Revisión del Derecho Estatutario de 1863 y Ley de Revisión del Derecho Estatutario (Irlanda) de 1872.                                                                         |
| 7                 | Referido a los derechos de una viuda de recibir prontamente su dote y herencia. | Sí                               | Derogada por la Ley de Revisión del Derecho Estatutario de 1863 y Ley de Revisión del Derecho Estatutario (Irlanda) de 1872.                                                                         |
| 8                 | Prohibió el matrimonio forzoso de viudas y confirmó el veto real sobre los matrimonios baroniales. | Sí                               | Derogado por la Ley de Administración de Bienes Inmuebles de 1925, la Ley de Administración de Bienes Inmuebles (Irlanda del Norte) de 1955 y la Ley del Derecho Estatutario (Derogaciones) de 1969. |
| 9                 | Estableció la protección para los deudores y confirmó que un deudor no debe confiscar sus tierras mientras tenga otros medios para pagar la deuda. | Sí                               | Derogada por la Ley del Derecho Estatutario (Derogaciones) de 1969. |
| 10                | Reguló el préstamo de dinero de los judíos y afirmó que los hijos no pagarían intereses por una deuda que habían heredado cuando eran menores de edad. | No                               | |
| 11                | También abordó el préstamo de dinero de los judíos y estableció que las viudas y sus hijos se les facilitaría antes de pagar una deuda heredada. | No                               | |
| 12                | Decidió que el escudaje o las ayudas, formas de impuestos medievales, podrían recaudarse y evaluarse solo con el consentimiento común del reino. | No                               | Se daban algunas excepciones a esta regla general, como el pago de rescates. |
| 13                | Confirmó las libertades y costumbres de la ciudad de Londres y otros distritos. | Sí                               | Sigue en el derecho estatutario del Reino Unido (Inglaterra y Gales) como la cláusula 9 en el estatuto de 1297.                                                                                      |
| 14                | Describió cómo los eclesiásticos y los barones superiores serían convocados para dar su consentimiento al escudaje y la ayuda. | No                               | |
| 15                | Prohibió a cualquiera exigir ayuda a sus hombres libres. | No                               | Se daban algunas excepciones a esta regla general, como el pago de rescates. |
| 16                | Estableció límites en el nivel de servicio requerido para los pagos de un caballero. | Sí                               | Derogada por la Ley de Revisión del Derecho Estatutario de 1948. |
| 17                | Estableció un tribunal de justicia con emplazamiento permanente en lugar de uno que seguía los movimientos del rey. | Sí                               | Derogada por la Ley de Derogación de Actas de Procedimiento Civiles de 1879. |
| 18                | Definió la autoridad y la frecuencia de los tribunales del condado. | Sí                               | Derogada por la Ley de Derogación de Actas de Procedimiento Civiles de 1879. |
| 19                | Determinó cómo se deben tratar los negocios excedentes de un tribunal de condado. | Sí                               | |
| 20                | Estableció que un amercement, un tipo de multa medieval, debería ser proporcional a la ofensa, pero incluso para una ofensa seria, la multa no debía ser tan pesada como para privar a un hombre de su medio de vida. Las multas debían imponerse solo a través de una valoración local. | Sí                               | Derogada por la Ley de Revisión del Derecho Estatutario de 1863 y Ley de Revisión del Derecho Estatutario (Irlanda) de 1872.                                                                         |
| 21                | Determinó que los condes y los barones debían ser multados solo por otros condes y barones. | Sí                               | Derogada por la Ley de Revisión del Derecho Estatutario de 1863 y Ley de Revisión del Derecho Estatutario (Irlanda) de 1872.                                                                         |
| 22                | Determinó que el tamaño de una multa sobre un miembro del clero debía ser independiente de la riqueza eclesiástica que posee el clérigo. | Sí                               | Derogada por la Ley de Revisión del Derecho Estatutario de 1863 y Ley de Revisión del Derecho Estatutario (Irlanda) de 1872.                                                                         |
| 23                | Limitó el derecho de los señores feudales a exigir asistencia para construir puentes a través de los ríos. | Sí                               | Derogada por la Ley del Derecho Estatutario (Derogaciones) de 1969. |
| 24                | Prohibió a los funcionarios reales, como los magistrados civiles, juzgar un delito como alternativa a un juez real. | Sí                               | Derogada por la Ley del Derecho Estatutario (Derogaciones) de 1969. |
| 25                | Corrigió las rentas reales sobre las tierras, con la excepción de los tierras solariegas reales. | No                               | |
| 26                | Estableció un proceso para lidiar con la muerte de aquellos que adeudaban deudas a la Corona. | Sí                               | Derogado por la Ley de Procedimientos de la Corona 1947. |
| 27                | Estableció el proceso para tratar con un intestado. | No                               | |
| 28                | Determinó que un oficial real que solicite bienes debe ofrecer un pago inmediato a su propietario. | Sí                               | Derogada por la Ley de Revisión del Derecho Estatutario de 1863 y Ley de Revisión del Derecho Estatutario (Irlanda) de 1872.                                                                         |
| 29                | Reguló el ejercicio del deber de guardia de castillos. | Sí                               | Derogada por la Ley de Revisión del Derecho Estatutario de 1863 y Ley de Revisión del Derecho Estatutario (Irlanda) de 1872.                                                                         |
| 30                | Impidió a los funcionarios reales requisar caballos o carros sin el consentimiento del propietario. | Sí                               | Derogada por la Ley de Revisión del Derecho Estatutario de 1863 y Ley de Revisión del Derecho Estatutario (Irlanda) de 1872.                                                                         |
| 31                | Impidió a los funcionarios reales requisar madera sin el consentimiento del propietario. | Sí                               | Derogada por la Ley de Revisión del Derecho Estatutario de 1863 y Ley de Revisión del Derecho Estatutario (Irlanda) de 1872.                                                                         |
| 32                | Impidió que la Corona confiscara las tierras de los criminales durante más de un año y un día, tras lo cual debían ser devueltos al señor feudal correspondiente. | Sí                               | Derogada por la Ley de Revisión del Derecho Estatutario de 1948. |
| 33                | Ordenó la eliminación de los corrales de pesca de los ríos. | Sí                               | Derogada por la Ley del Derecho Estatutario (Derogaciones) de 1969. |
| 34                | Prohibió la emisión de decretos judiciales «precipitados» si al hacerlo se socavaría el derecho de juicio en un tribunal feudal local. | Sí                               | Derogada por la Ley de Revisión del Derecho Estatutario de 1863 y Ley de Revisión del Derecho Estatutario (Irlanda) de 1872.                                                                         |
| 35                | Ordenó el establecimiento de medidas estándar para vino, cerveza, maíz y tela. | Sí                               | Derogada por la Ley de Revisión del Derecho Estatutario de 1948. |
| 36                | Determinó que los decretos judiciales por pérdida de vida o extremidad se debían otorgar libremente sin cargo. | Sí                               | Derogado por la Ley de Delitos contra la Persona de 1828 y la Ley de Delitos contra la Persona (Irlanda) de 1829.                                                                                    |
| 37                | Reguló la herencia de las tierras de la Corona mantenidas por «tarifas de granja». | Sí                               | Derogada por la Ley de Revisión del Derecho Estatutario de 1863 y Ley de Revisión del Derecho Estatutario (Irlanda) de 1872.                                                                         |
| 38                | Estableció que nadie debía ser juzgado únicamente por la palabra no respaldada de un funcionario real. | Sí                               | Derogada por la Ley de Revisión del Derecho Estatutario de 1863 y Ley de Revisión del Derecho Estatutario (Irlanda) de 1872.                                                                         |
| 39                | Estableció que ningún hombre libre podía ser encarcelado o despojado de sus derechos o posesiones sin el debido proceso legalmente aplicado. | Sí                               | Sigue en el derecho estatutario del Reino Unido (Inglaterra y Gales) como parte de la cláusula 29 en el estatuto de 1297.                                                                            |
| 40                | Prohibió la venta de justicia o su negación o demora. | Sí                               | Sigue en el derecho estatutario del Reino Unido (Inglaterra y Gales) como parte de la cláusula 29 en el estatuto de 1297.                                                                            |
| 41                | Garantizó la seguridad y el derecho de entrada y salida de comerciantes extranjeros. | Sí                               | Derogada por la Ley del Derecho Estatutario (Derogaciones) de 1969. |
| 42                | Permitió que los hombres abandonaran Inglaterra por períodos cortos sin perjudicar su lealtad al rey, con las excepciones para proscritos o tiempo de guerra. | No                               | |
| 43                | Estableció provisiones especiales para los impuestos debidos en las propiedades mantenidas temporalmente por la Corona. | Sí                               | Derogada por la Ley de Revisión del Derecho Estatutario de 1863 y Ley de Revisión del Derecho Estatutario (Irlanda) de 1872.                                                                         |
| 44                | Limitó la necesidad de que las personas asistieran a los tribunales forestales, a menos que estuviesen directamente involucrados en los procedimientos. | Sí                               | |
| 45                | Declaró que el rey debía designar solo jueces, condestables, magistrados civiles o administradores que conocieran e hicieran cumplir la ley. | No                               | |
| 46                | Permitió a los barones tomar la tutela de los monasterios en ausencia de un abad. | Sí                               | Derogada por la Ley de Revisión del Derecho Estatutario de 1863 y Ley de Revisión del Derecho Estatutario (Irlanda) de 1872.                                                                         |
| 47                | Abolió aquellos bosques reales recién creados bajo el reinado del Juan I. | Sí                               | |
| 48                | Estableció una investigación de «malas costumbres» asociadas con los bosques reales, con la intención de abolirlas. | No                               | |
| 49                | Ordenó la liberación de los rehenes en poder del soberano. | No                               | |
| 50                | Prohibió a cualquier miembro de la familia del mercenario francés Gérard d'Athée servir como oficial real. | No                               | |
| 51                | Ordenó que los caballeros y mercenarios extranjeros salieran de Inglaterra una vez que se restableciera la paz. | No                               | |
| 52                | Estableció un proceso para dar restitución a aquellos que habían sido desposeídos ilegalmente de sus bienes o derechos. | No                               | |
| 53                | Estableció un proceso para dar restitución a aquellos que habían sido maltratados por la ley forestal. | No                               | |
| 54                | Impidió que los hombres fueran arrestados o encarcelados por el testimonio de una mujer, a menos que el caso involucrara la muerte de su esposo. | Sí                               | Derogada por la Ley de Revisión del Derecho Estatutario de 1863 y Ley de Revisión del Derecho Estatutario (Irlanda) de 1872.                                                                         |
| 55                | Estableció un proceso para remitir las multas injustas impuestas por el rey. | No                               | Derogada por la Ley de Revisión del Derecho Estatutario de 1863 y Ley de Revisión del Derecho Estatutario (Irlanda) de 1872.                                                                         |
| 56                | Estableció un proceso para tratar con galeses que habían sido despojados ilegalmente de sus propiedades o derechos. | Sí                               | |
| 57                | Estableció un proceso para devolver las posesiones de galeses que habían sido desposeídos ilegalmente. | No                               | |
| 58                | Ordenó el regreso de los rehenes galeses, como el hijo del príncipe Llywelyn. | No                               | |
| 59                | Estableció un proceso para el regreso de los rehenes escoceses, como las hermanas del rey Alejandro II. | No                               | |
| 60                | Animó a otros en Inglaterra a lidiar con sus propios súbditos como lo hizo el rey con los suyos | Sí                               | |
| 61                | Estipultó la aplicación y cumplimento de la carta por veinticinco de los barones. | No                               | |
| 62                | Perdonó a los que se habían rebelado contra el rey. | No                               | A veces se considera una subcláusula, «Sufijo A», de la cláusula 61. |
| 63                | Decía que la carta era vinculante para Juan I y sus herederos. | No                               | A veces se considera una subcláusula, «Sufijo B», de la cláusula 61. |

#### Cláusulas vigentes en el ordenamiento jurídico inglés
Solo tres cláusulas de la Carta Magna permanecen vigentes en el ordenamiento jurídico de Inglaterra y Gales. Estas se refieren a la libertad de la Iglesia en Inglaterra, las «antiguas libertades» de la ciudad de Londres (cláusula 13 en la carta de 1215, cláusula 9 en la carta de 1297) y el derecho al debido proceso legal (cláusulas 39 y 40 en la carta de 1215, cláusula 29 en la carta de 1297). En detalle, utilizando el sistema de numeración de la carta de 1297, establecen que:
| I    | I. FIRST, We have granted to God, and by this our present Charter have confirmed, for Us and our Heirs for ever, that the Church of England shall be free, and shall have all her whole Rights and Liberties inviolable. We have granted also, and given to all the Freemen of our Realm, for Us and our Heirs for ever, these Liberties under-written, to have and to hold to them and their Heirs, of Us and our Heirs for ever. | Primero, hemos garantizado a Dios, y por esto nuestra presente carta hemos confirmado, para nosotros y para nuestros herederos para siempre, que la Iglesia de Inglaterra será libre y tendrá sus derechos y libertades inviolables. También hemos otorgado, y dado a los hombres libres de nuestro reino, para nosotros y nuestros herederos para siempre, estas libertades subescritas, para tener y mantener a ellos y sus herederos, de nosotros y de nuestros herederos para siempre. |
| IX   | THE City of London shall have all the old Liberties and Customs which it hath been used to have. Moreover We will and grant, that all other Cities, Boroughs, Towns, and the Barons of the Five Ports, as with all other Ports, shall have all their Liberties and free Customs. | La ciudad de Londres tendrá todas las antiguas libertades y costumbres que solía tener. Más aún, aceptaremos y garantizamos que las demás ciudades, distritos, ciudades y barones de los Cinco Puertos, como los demás puertos, tendrán todas sus libertades y costumbres libres. |
| XXIX | NO Freeman shall be taken or imprisoned, or be disseised of his Freehold, or Liberties, or free Customs, or be outlawed, or exiled, or any other wise destroyed; nor will We not pass upon him, nor condemn him, but by lawful judgment of his Peers, or by the Law of the land. We will sell to no man, we will not deny or defer to any man either Justice or Right.                                                             | No se tomará ni se encarcelará a ningún hombre libre, ni se usurpará su propiedad vitalicia, o libertades, o aduanas libres, ni se le prohibirá, ni se le exiliará, ni se destruirá de ninguna otra manera; ni será pisoteado, ni le condenaremos, sino por juicio legítimo de sus pares, o por la ley de tierras. No venderemos a nadie, ni negaremos ni postergaremos justicia o derecho a ningún hombre.                                                                                |